# Ансан (Корея)

Анса́н (кор. 안산시, 安山市, Ansan-si) — місто в Південній Кореї, провінція Кьонгі. Розташоване південніше Сеула. З'єднане із Сеулом Четвертою лінією Сеульського метро.

## Історія

### Історія міста
Спочатку Ансан називався Чанхангу, проте ван держави Сілла Чиндок перейменувала його в Чангу. Сучасну назву місто отримало в X столітті.
Ансан відігравав важливу військову роль як корейський форпост на Жовтому морі. Тут розташовувалася могутня фортеця (форт Лотоса) для оборони приморських районів Кореї від ворогів. На 32 рік правління вана Коджона (династія Чосон) Ансан увійшов до складу повіту Сіхин.
У 1976 році на місці Ансана був заснований промисловий район Панволь, який у 1986 році був перетворений в місто Ансан.

### Колишні назви
- Чанхангу — під час царства Когурьо
- Чанку — з 757
- Ансан — з 940
- Сіхин — з 1914
- Ансан — з 1 січня 1986

## Географія
Ансан розташований на березі Жовтого моря. Кілька невеликих островів Жовтого моря знаходяться під юрисдикцією міста. Найбільший і відомий з них — Тебудо. Площа міста — 144 км². На сході Ансан межує з містом Кунпхо, на півдні — з містами Хвасон та Ийван, на півночі — з містом Сіхин. На заході омивається Жовтим морем. Ландшафт переважно рівнинний, у північній і південній частині — горбистий. Кілька річок, включаючи Панвольчхон, Ансанчхон і Хваджончхон. Місцевість придатна для землеробства, у сільському господарстві переважає вирощування рису.

## Адміністративний поділ
Ансан адміністративно ділиться на 2 ку (гу) і 25 тон (дон):
| Округ             | Район         | Хангиль  | Площа, км² | Населення, чол |
| ----------------- | ------------- | -------- | ---------- | -------------- |
| Саннокку (상록구) | Ансандон      | 안산동   | 8,35       | 6 445          |
| Саннокку (상록구) | Вольпхідон    | 월피동   | 5,89       | 41 377         |
| Саннокку (상록구) | Ідон          | 이동     | 2,44       | 28 420         |
| Саннокку (상록구) | Ільдон        | 일동     | 2,41       | 25 762         |
| Саннокку (상록구) | Панвольдон    | 반월동   | 13,13      | 14 164         |
| Саннокку (상록구) | Поно-ідон     | 본오2동  | 0,81       | 29 413         |
| Саннокку (상록구) | Поно-ільдон   | 본오1동  | 6,52       | 35 029         |
| Саннокку (상록구) | Поно-самдон   | 본오3동  | 1,06       | 25 127         |
| Саннокку (상록구) | Пугоктон      | 부곡동   | 5,90       | 19 983         |
| Саннокку (상록구) | Са-ідон       | 사2동    | 3,87       | 31 830         |
| Саннокку (상록구) | Са-ільдон     | 사1동    | 4,68       | 32 496         |
| Саннокку (상록구) | Са-самдон     | 사3동    | 0,62       | 20 323         |
| Саннокку (상록구) | Сонпходон     | 성포동   | 1,71       | 32 524         |
| Танвонгу (단원구) | Вадон         | 와동     | 3,23       | 42 118         |
| Танвонгу (단원구) | Вонгок-ідон   | 원곡2동  | 0,56       | 8 778          |
| Танвонгу (단원구) | Вонгок-ільдон | 원곡1동  | 0,95       | 13 903         |
| Танвонгу (단원구) | Вонгок-пондон | 원곡본동 | 8,05       | 19 305         |
| Танвонгу (단원구) | Коджан-ідон   | 고잔2동  | 1,85       | 26 364         |
| Танвонгу (단원구) | Коджан-ільдон | 고잔1동  | 3,90       | 29 924         |
| Танвонгу (단원구) | Сонбу-ідон    | 선부2동  | 2,10       | 27 363         |
| Танвонгу (단원구) | Сонбу-ільдон  | 선부1동  | 0,86       | 23 328         |
| Танвонгу (단원구) | Сонбу-самдон  | 선부3동  | 5,78       | 39 836         |
| Танвонгу (단원구) | Тебудон       | 대부동   | 40,93      | 5 061          |
| Танвонгу (단원구) | Хосудон       | 호수동   | 44 592     |                |
| Танвонгу (단원구) | Чходжідон     | 초지동   | 19,50      | 11 490         |

## Економіка
Основа економіки — високотехнологічне виробництво. Тут розташовуються виробничі потужності декількох корейських чеболів. Починаючи з 1970-х років Ансан став розвиватися як промисловий центр. Було створено два великих промислових комплекси — промисловий комплекс Панволь і промисловий комплекс Сіхва. Загальна площа території Панволя — близько 15 млн м², загальна площа комплеса Сіхва — понад 4 млн м². У цих двох комплексах працює 106 тис. чоловік. Основні галузі: електроніка, машинобудування, текстильна промисловість, металургія.
У 1997 році було прийнято рішення про відкриття в Ансані технопарку. Будівництво почалося на наступний рік і вже в 2003 році відбулося відкриття технопарку. У 2008 році тут вже розташовувалося понад 80 дослідницьких і наукових інститутів і лабораторій. Великі корейські виробники високотехнологічної продукції також мають тут свої дослідницькі центри.

## Транспорт

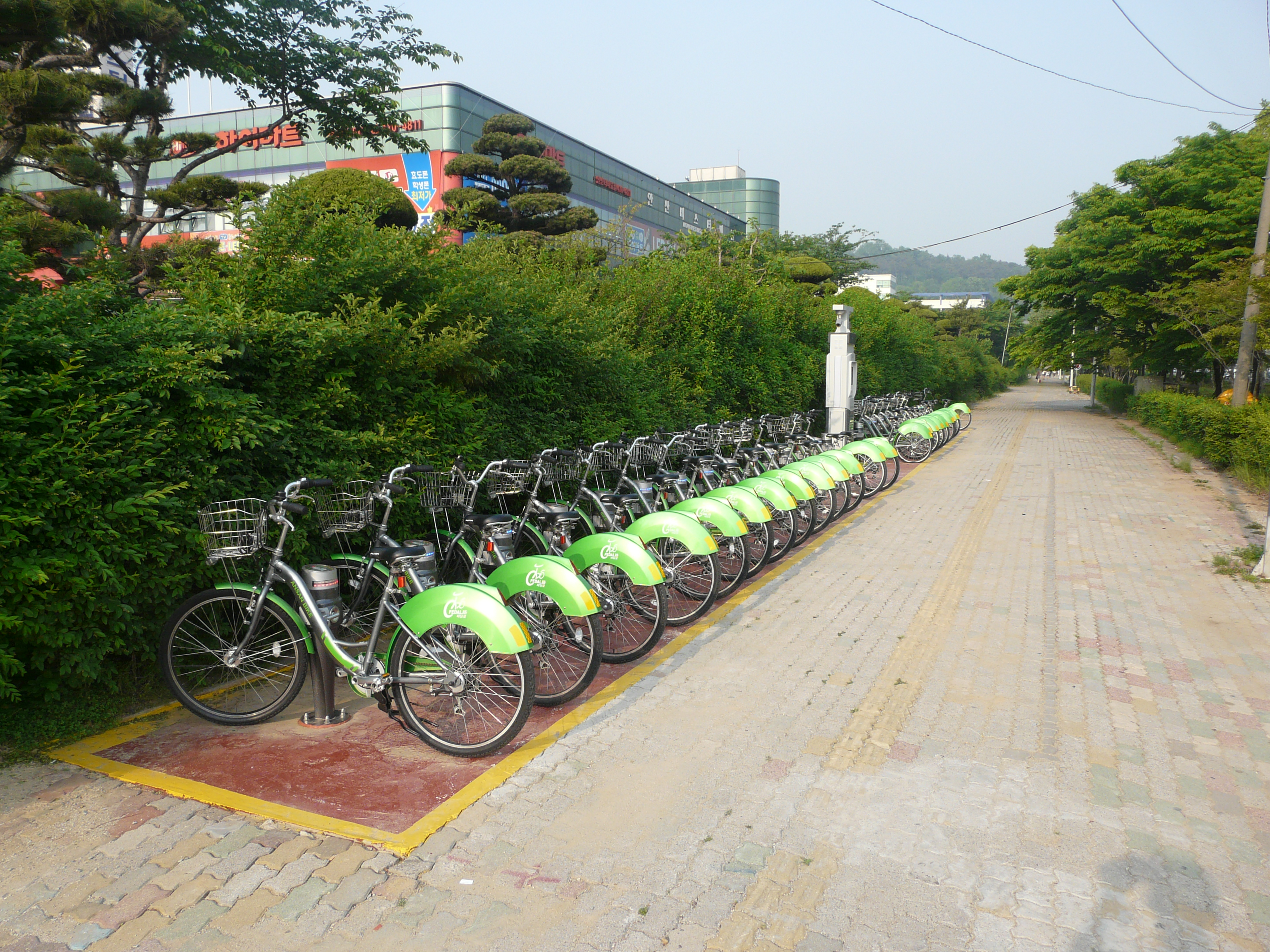
велостанція
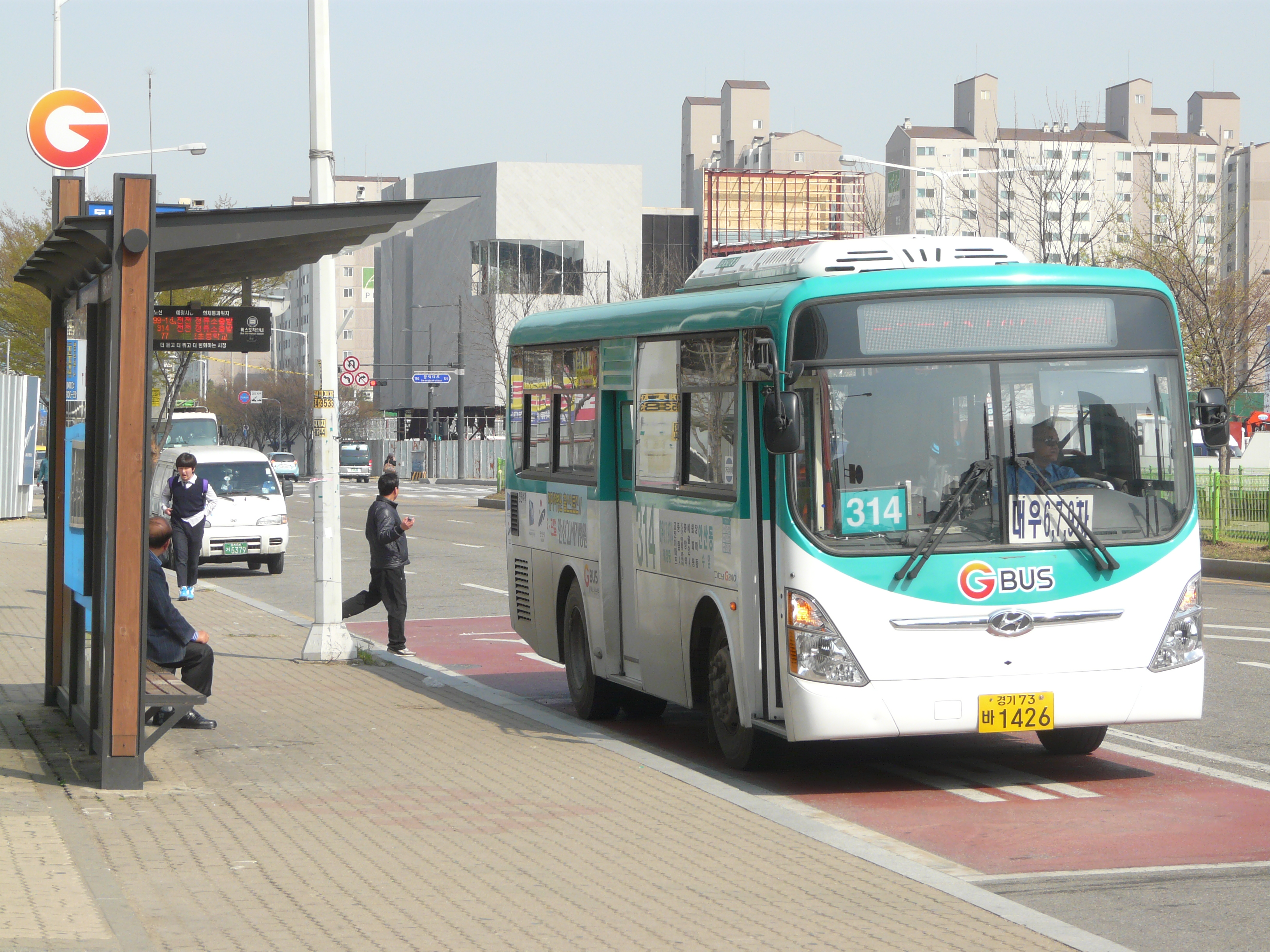
автобус на зупинці
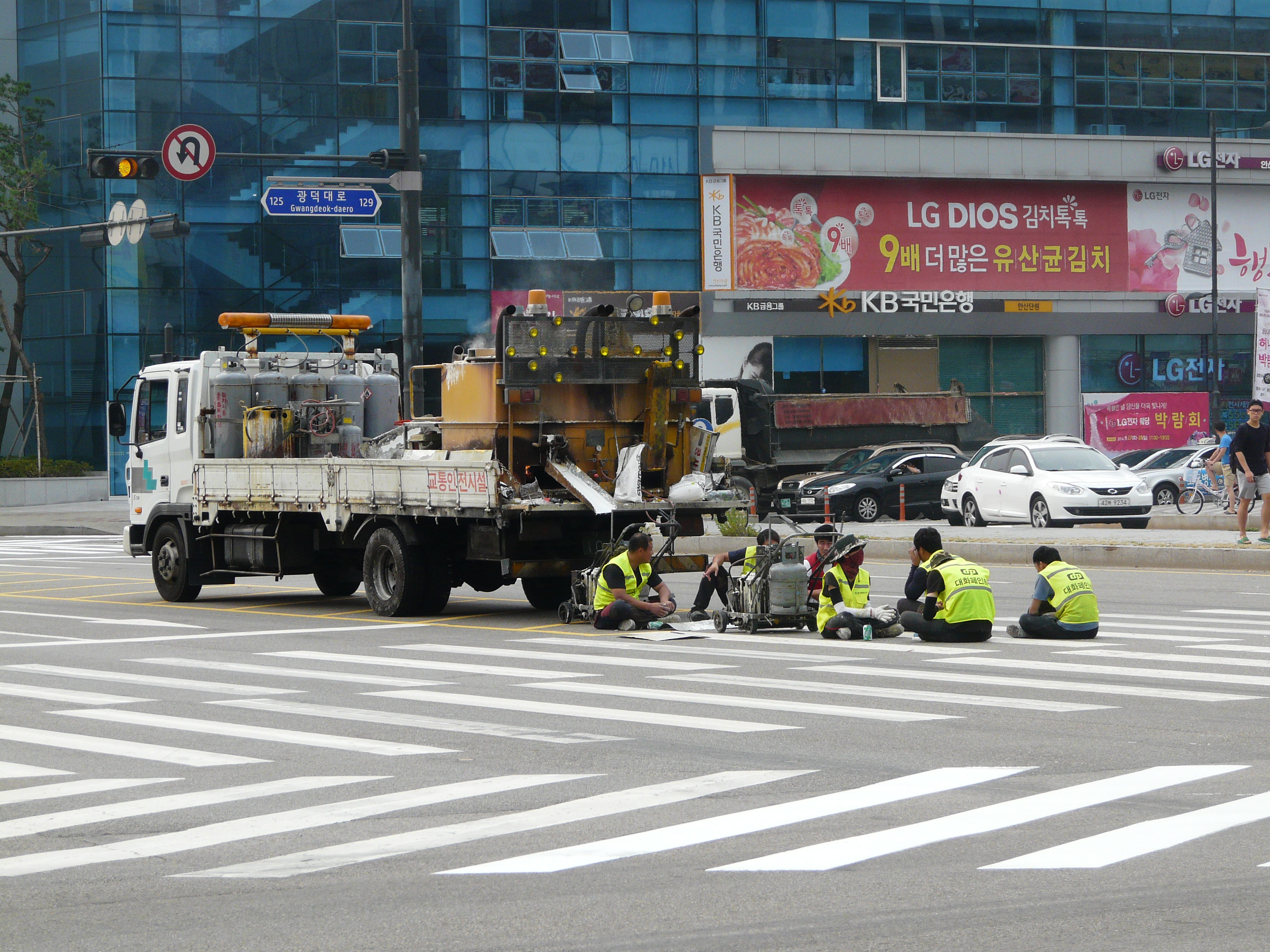
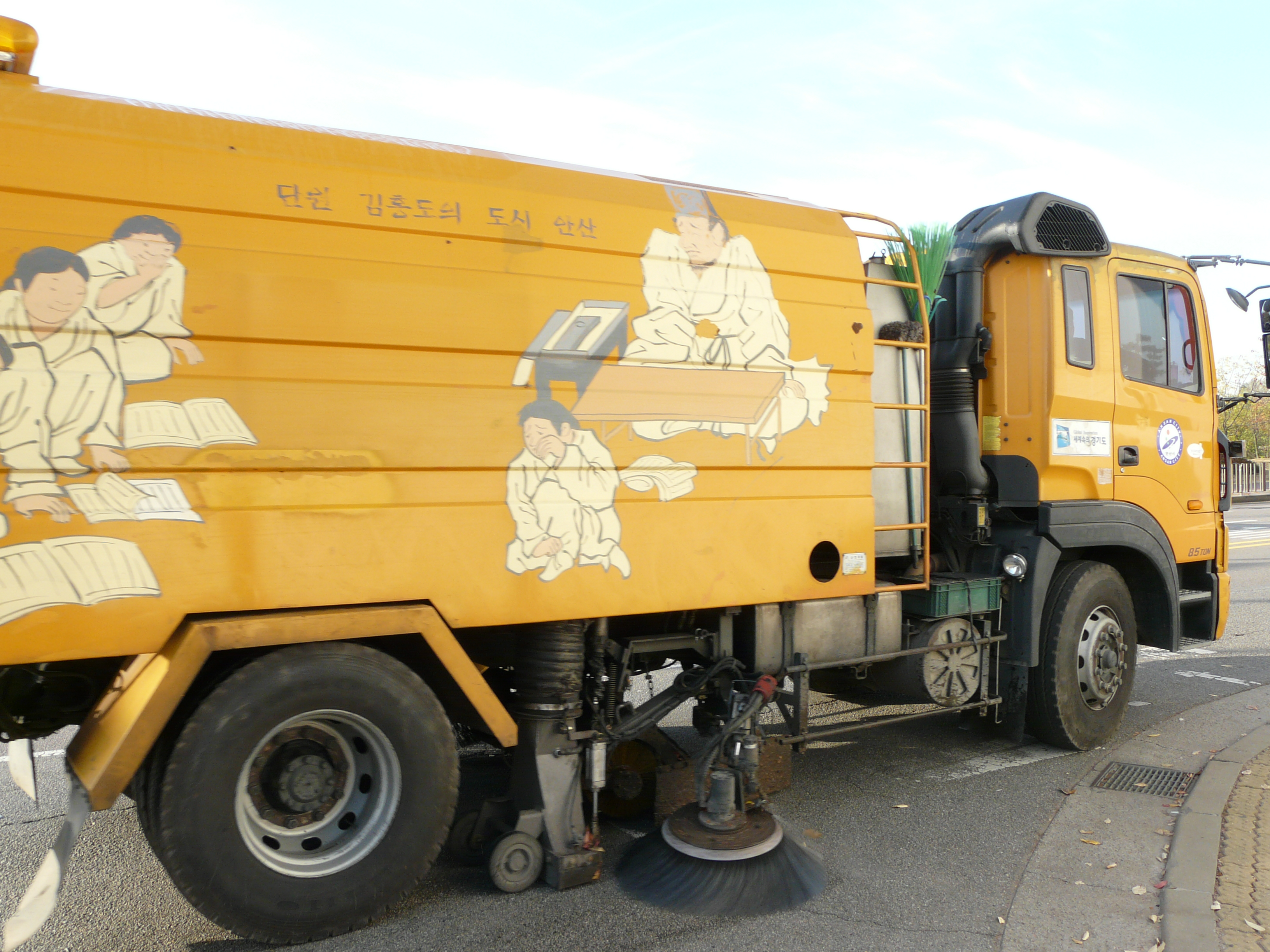
прибиральна машина
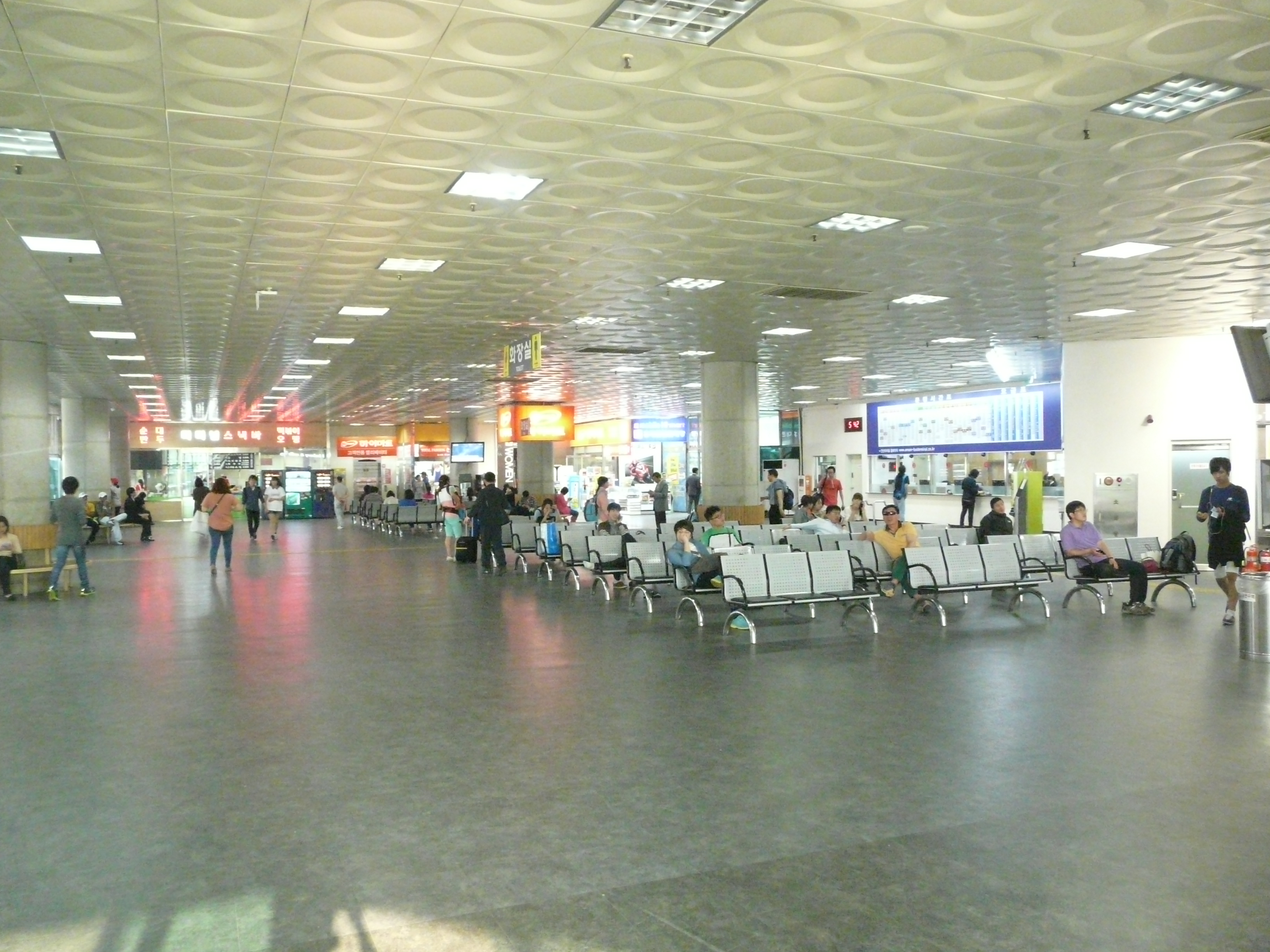
автовокзал
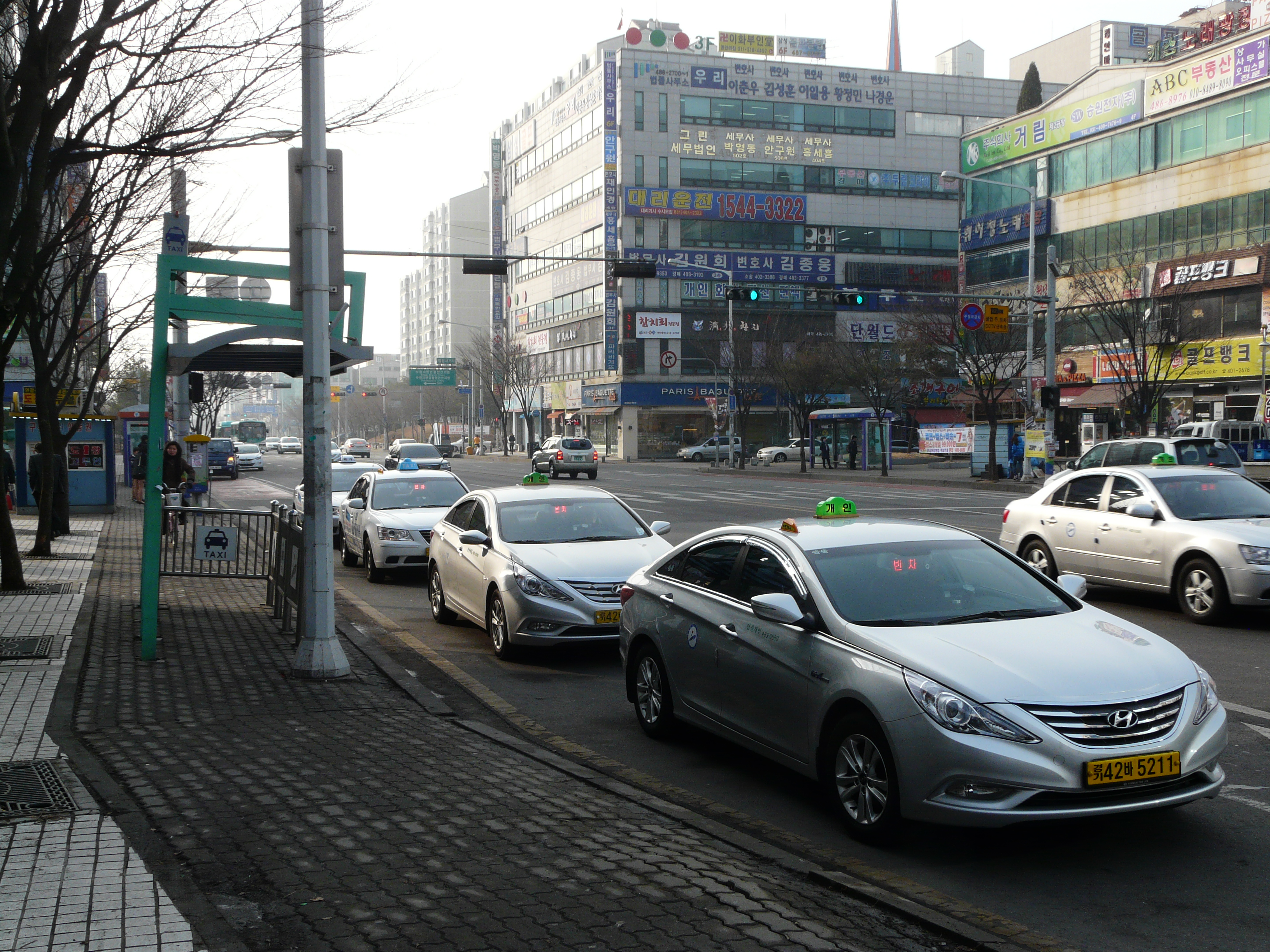
таксі
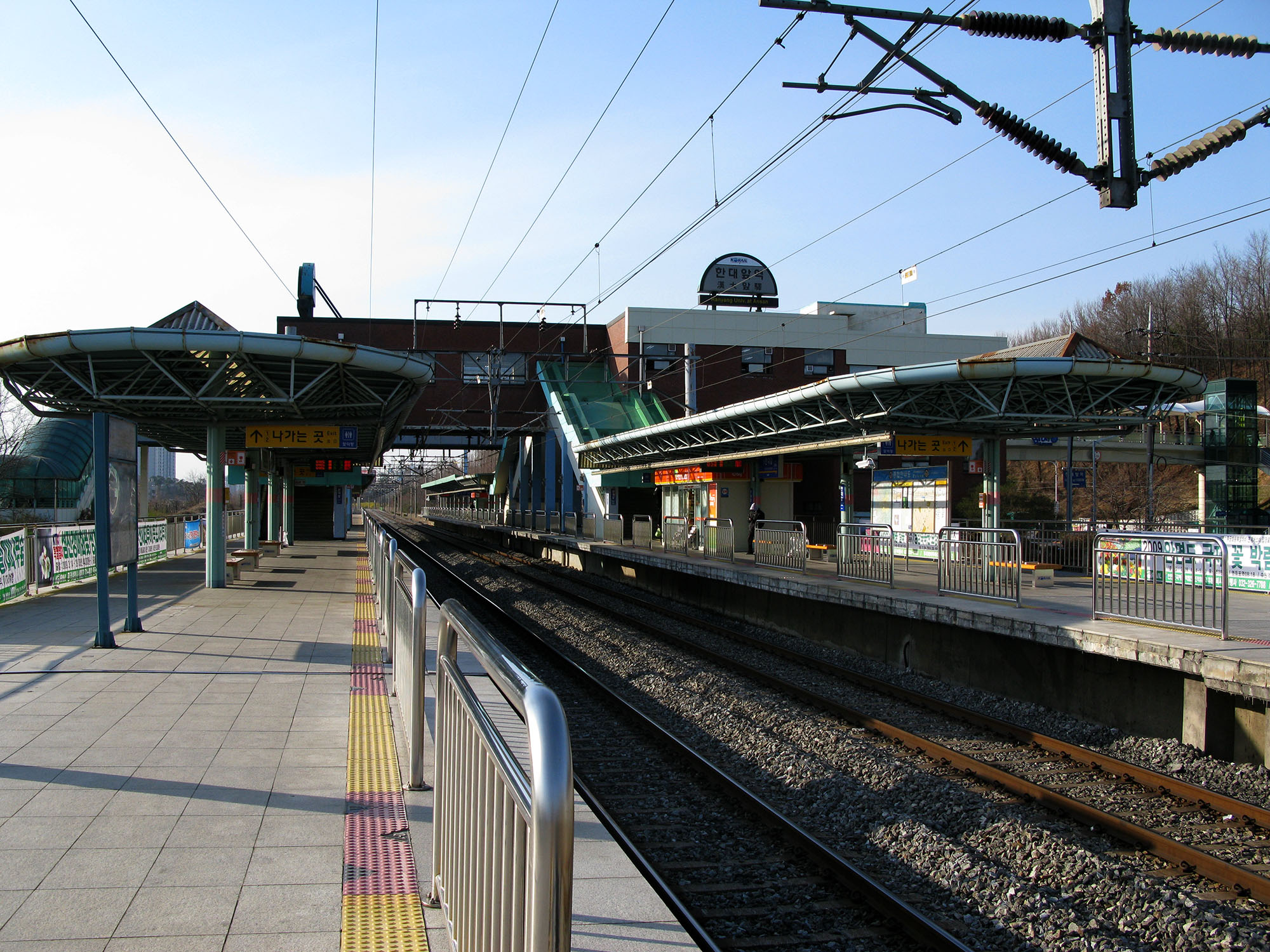

## Туризм і пам'ятки

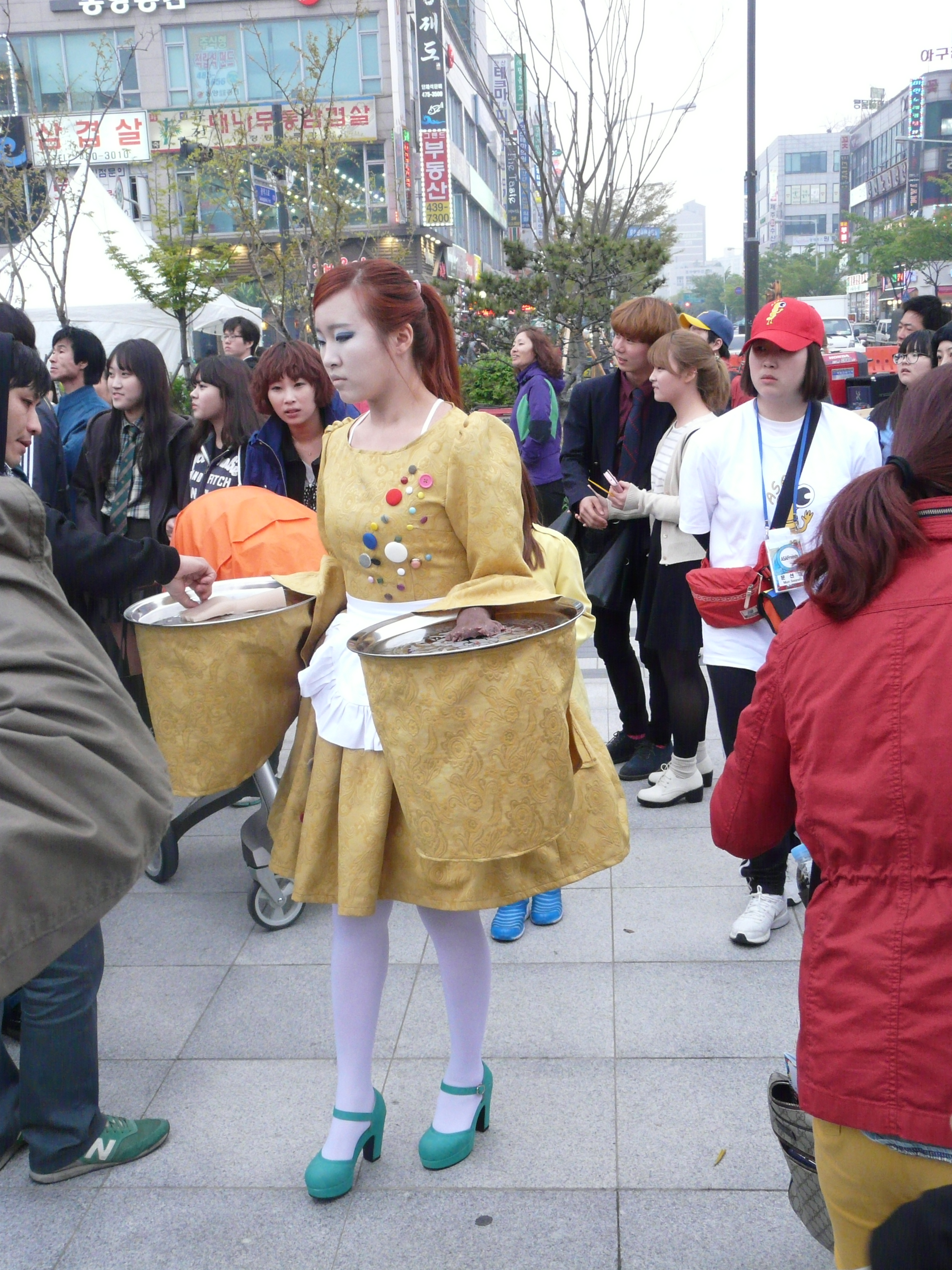
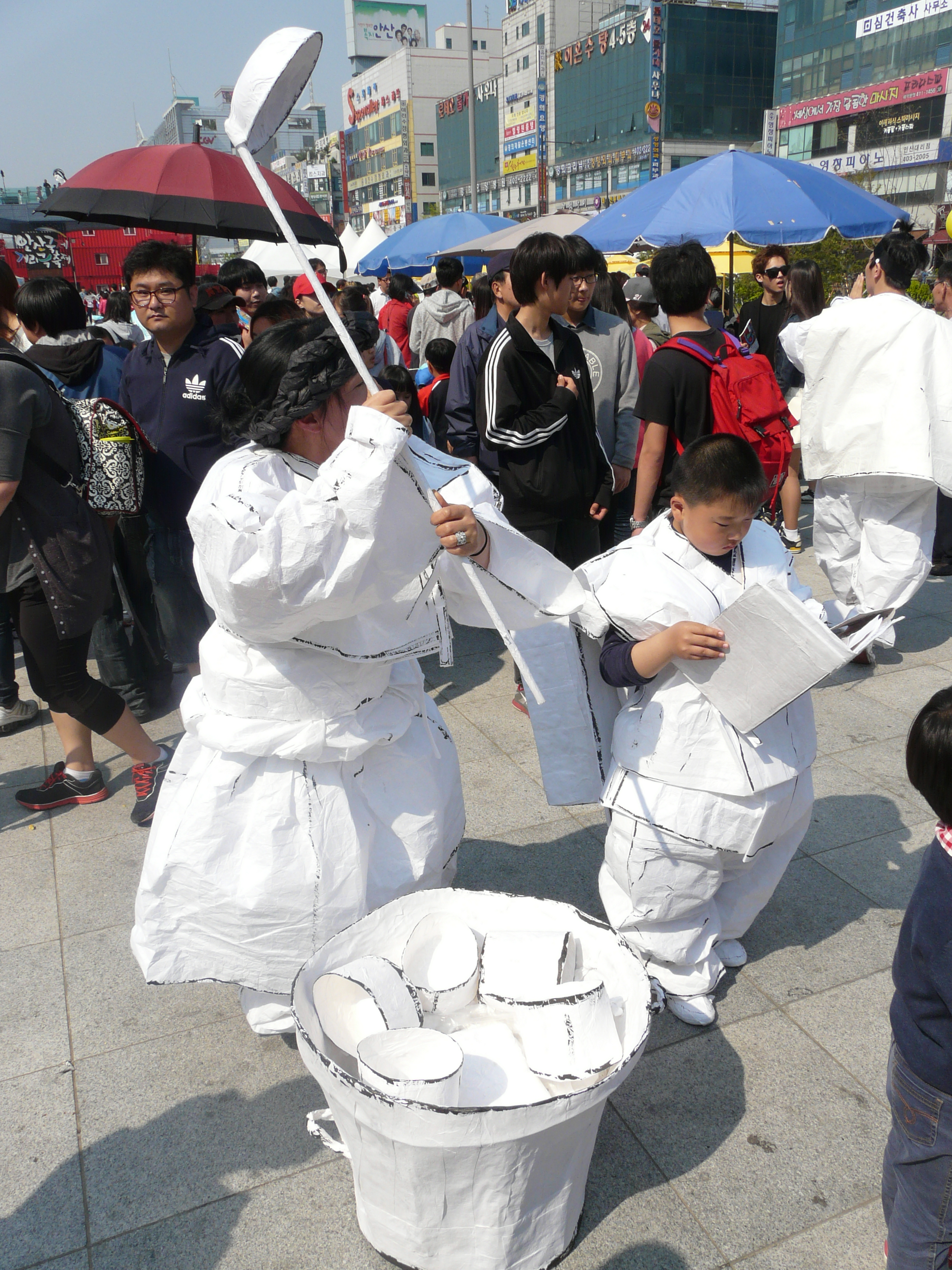
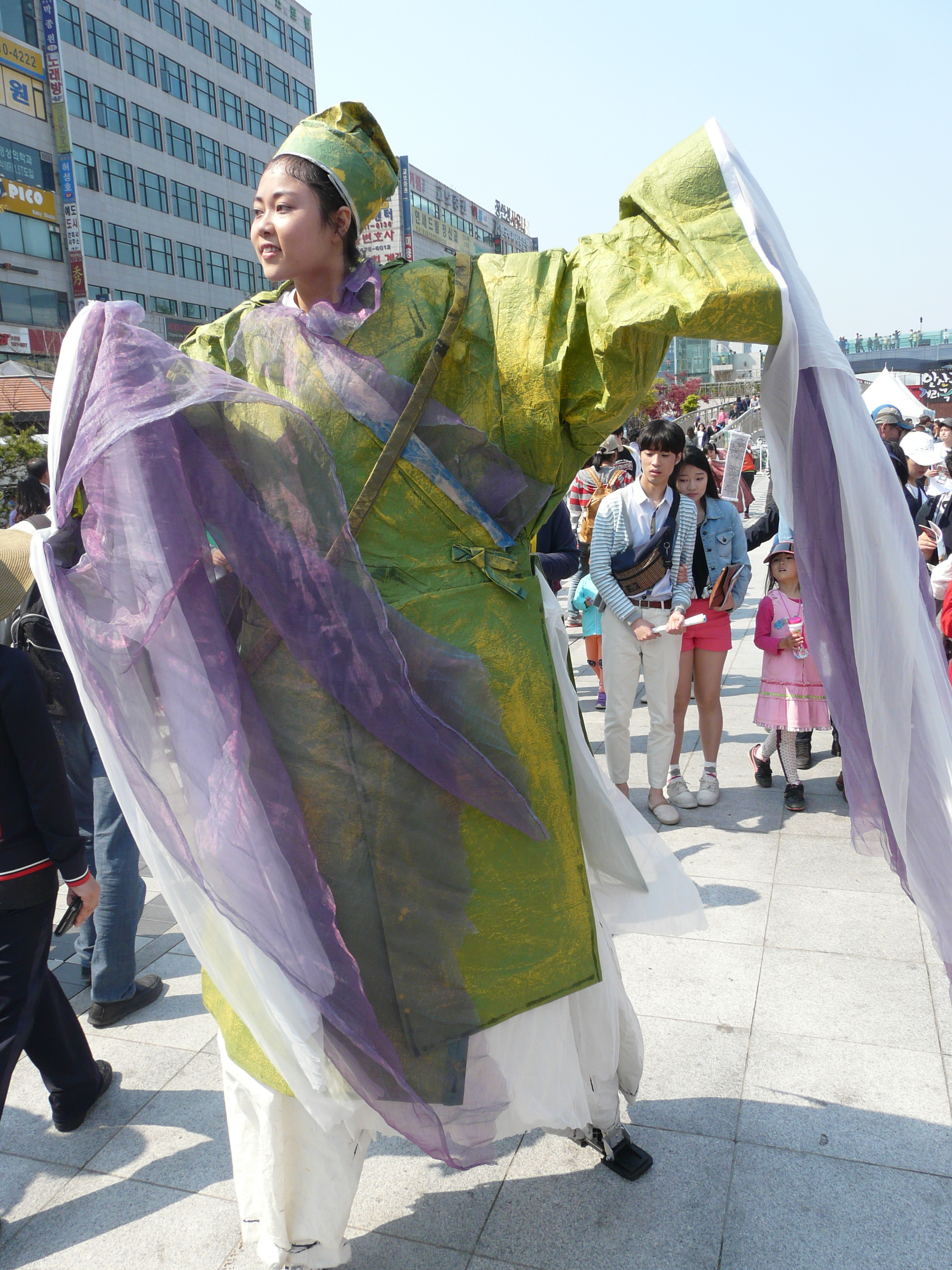
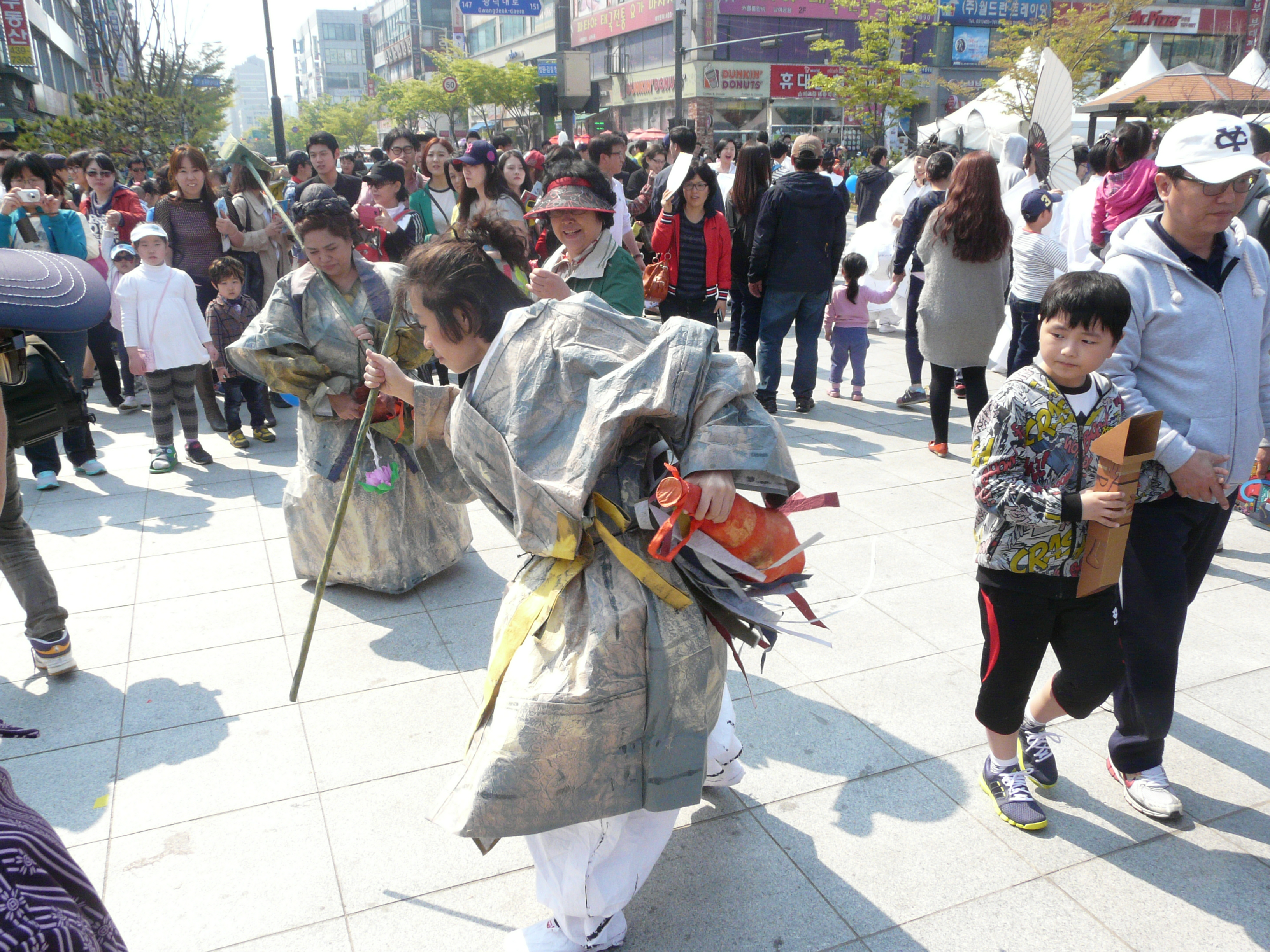
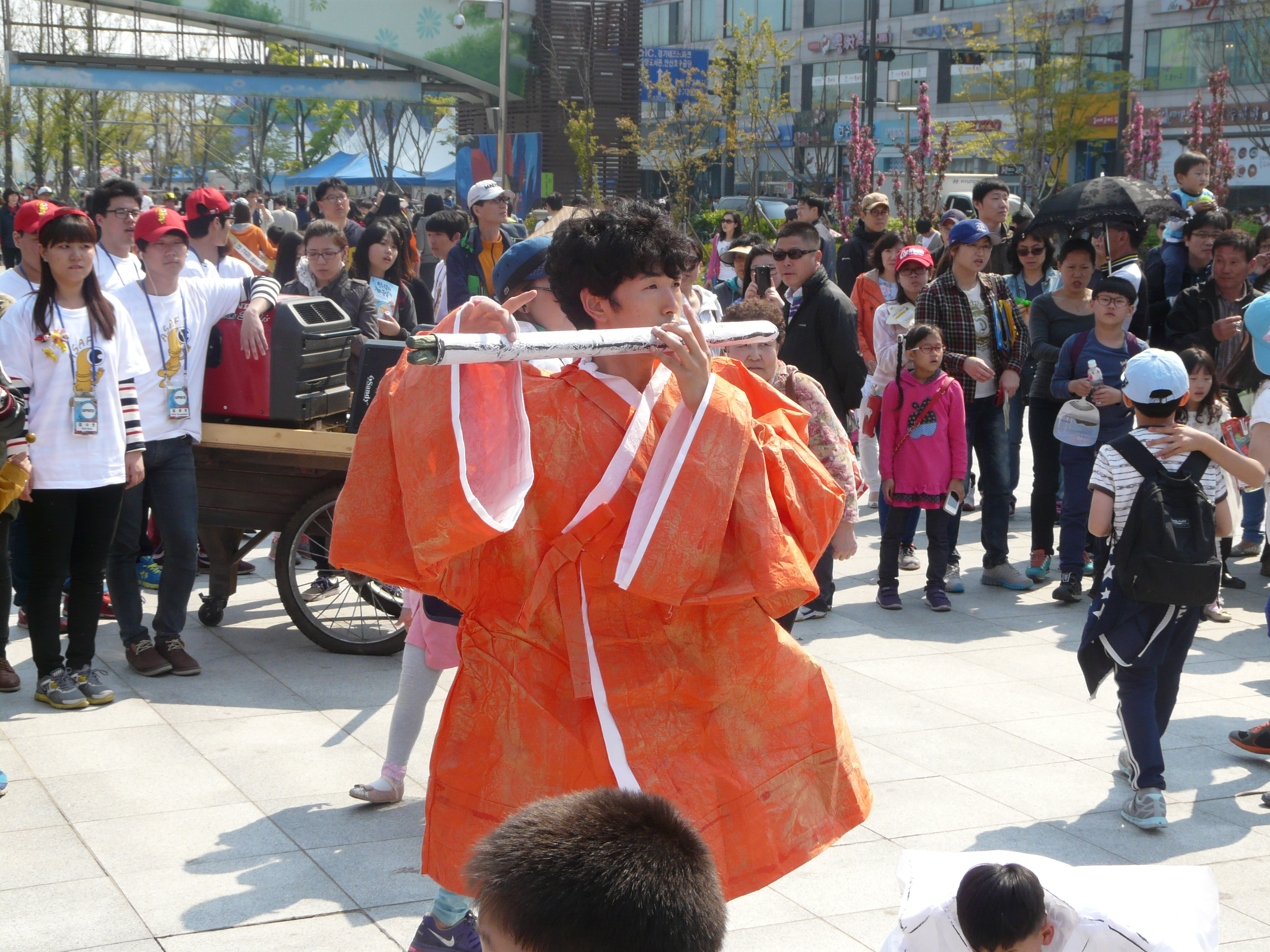
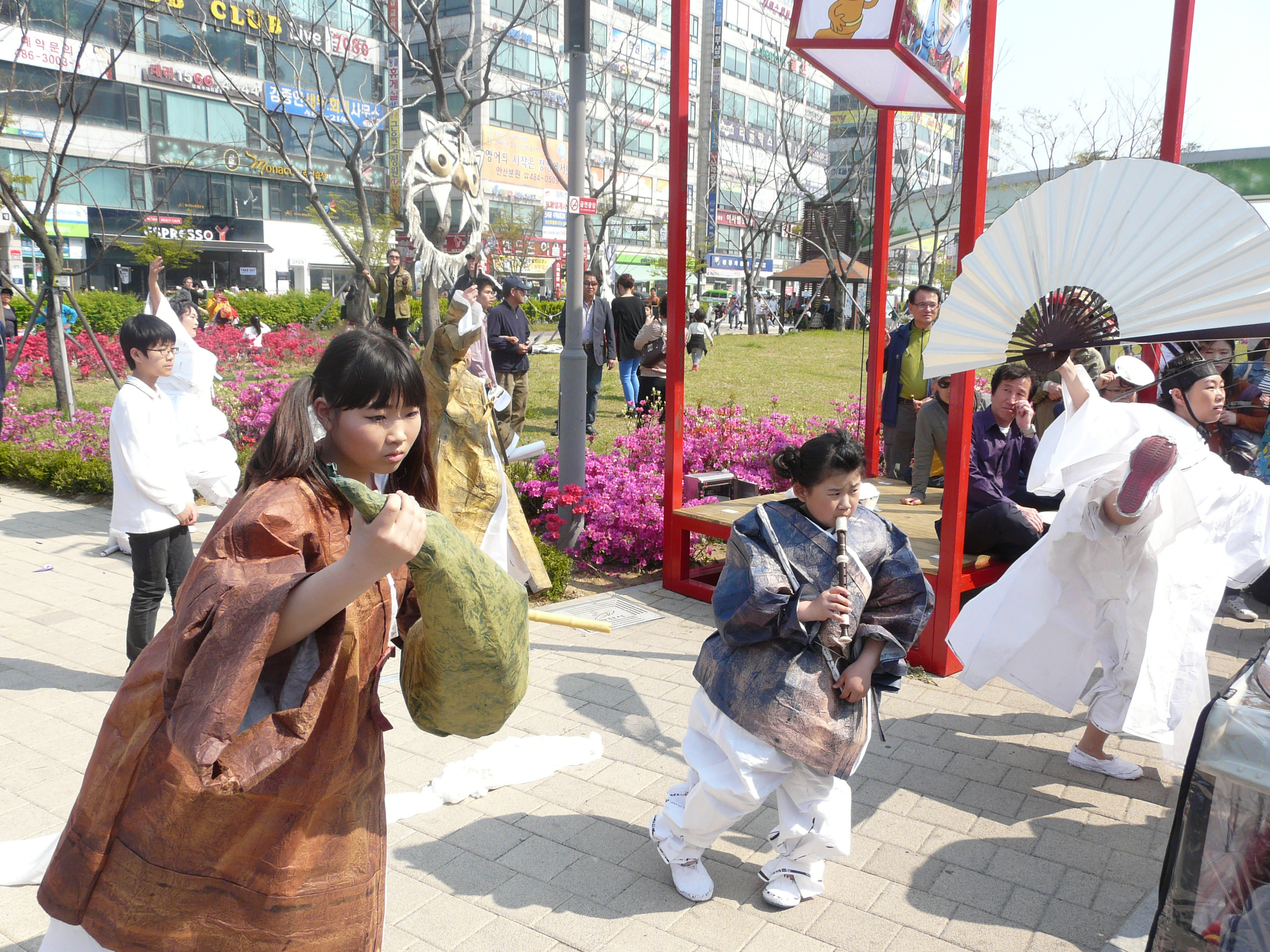
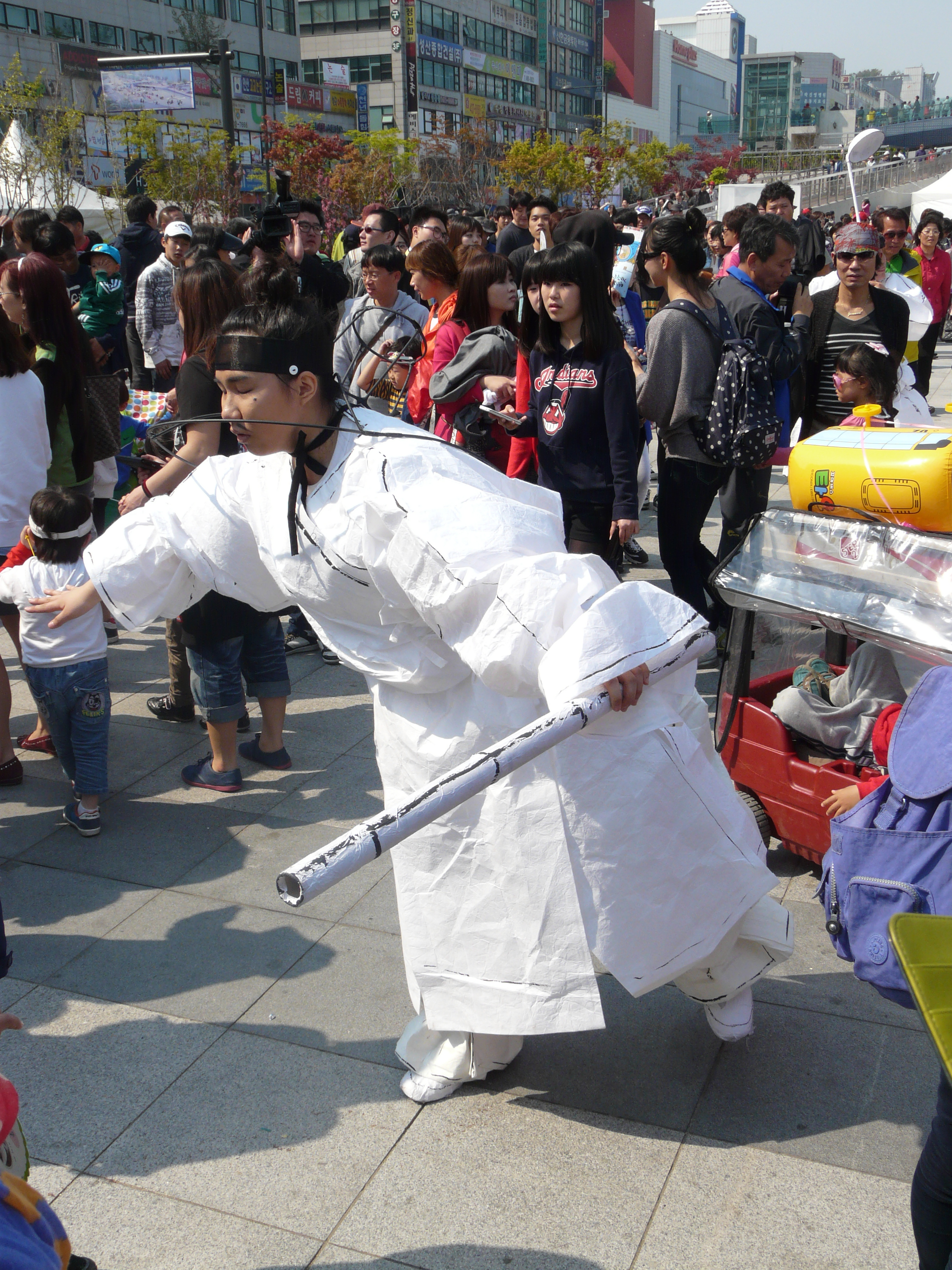

Основні визначні пам'ятки:
- Фортеця Пьольмаксон — зараз практично зруйнована. Довжина відновленої стіни становить 225 метрів.
- Ботанічний сад, що включає 220 видів рослин.
- Острів Тебудо — морський курорт, знаменитий своєю унікальною морською кухнею.
- Буддійський храм Ссангеса — вперше згадується в хроніках, датованих 1689 роком. Деякі скульптури і архітектурні елементи храму в 2002 році були включені в список матеріальної спадщини провінції Кьонгідо.
- Щорічний культурний фестиваль в Пьольмансоні — проходить щорічно в період з вересня по жовтень. У програмі виступи фольклорних колективів, театралізований парад, ярмарок.

## Вища освіта

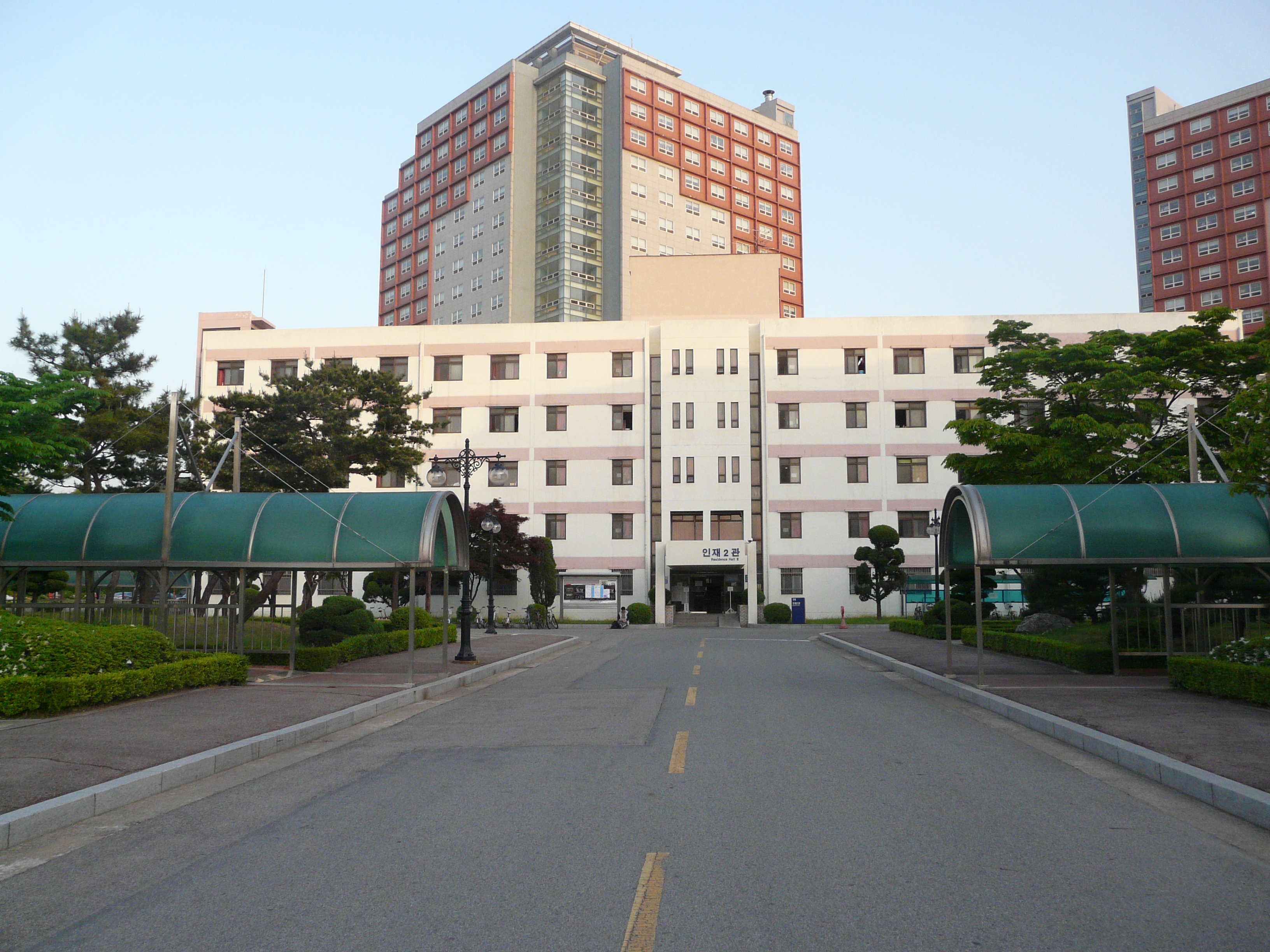
Університет Ханян

- Ансанський Коледж,
- Ансанський Технологічний Коледж,
- Сеульський Інститут Мистецтв,
- Кампус Університету Ханян.

## Символи
Як й інші міста і повіти в країні, Ансан має ряд символів:
- Квітка: троянда — символізує мудрість і благородство.
- Дерево: гінкго — символізує процвітання і згуртованість громадян.
- Птах: голуб — символізує красу і чистоту міста.
- Маскот: Techmy — символізує високі технології, що є пріоритетним напрямком розвитку міста.

## Міста-побратими
- Південна Корея Уїзд Понхва, провінція Кьонсан-Пукто
- КНР Аньшань, провінція Ляонін
- Росія Холмск, Сахалінська область
- США Лас-Вегас, штат Невада
- Росія Южно-Сахалінськ, Сахалінська область[6]

### Церкви

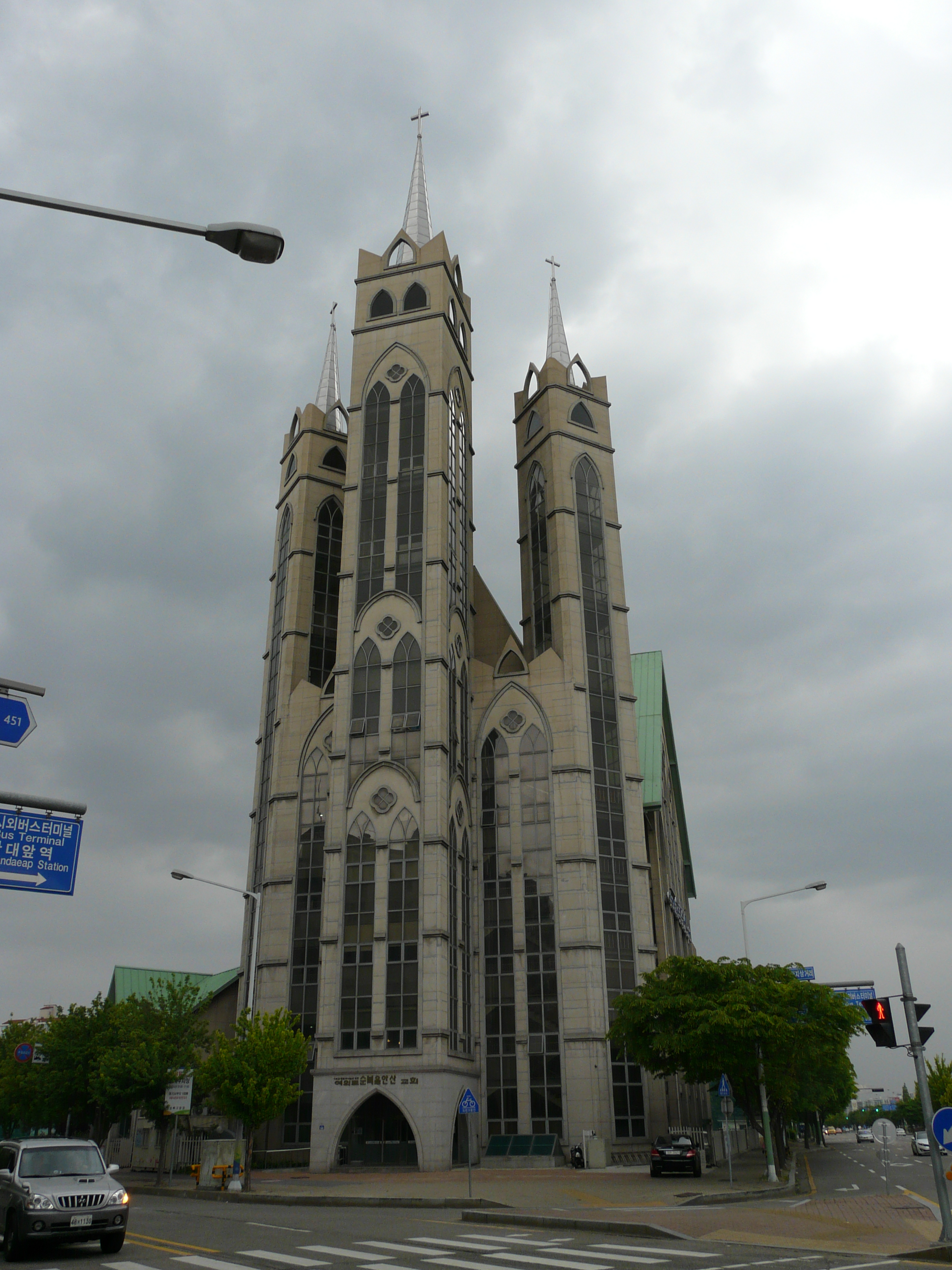
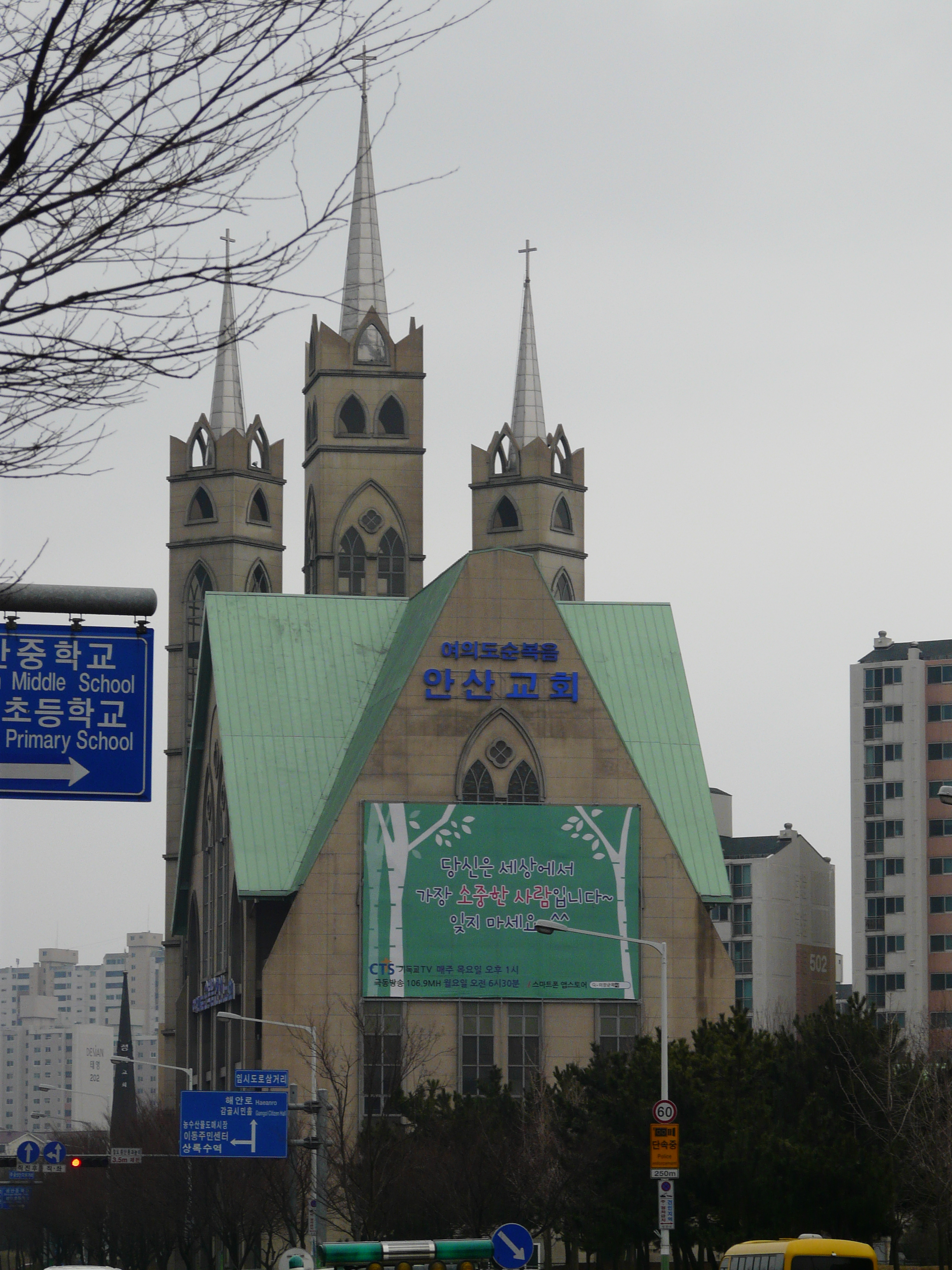
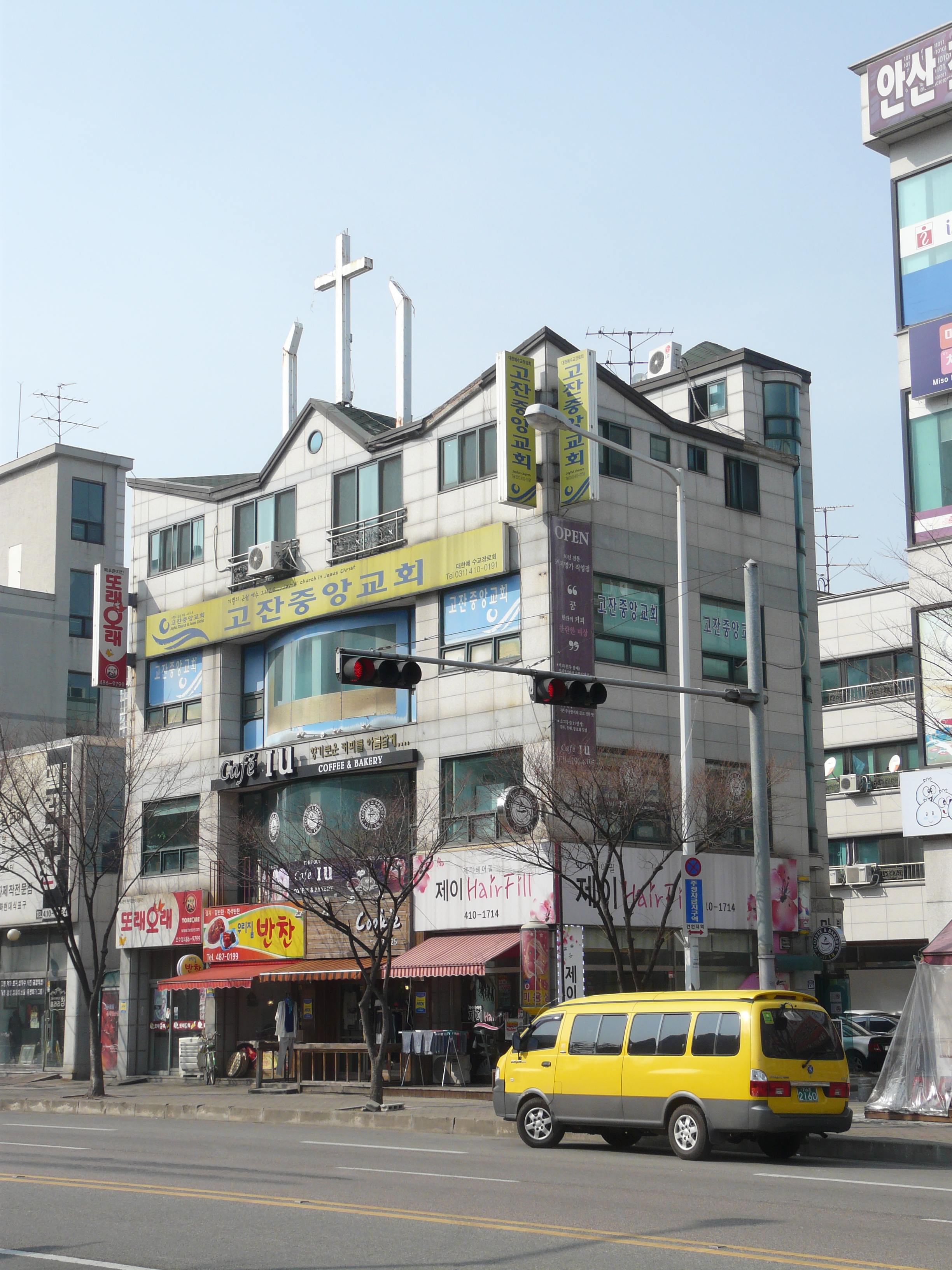

## Галерея

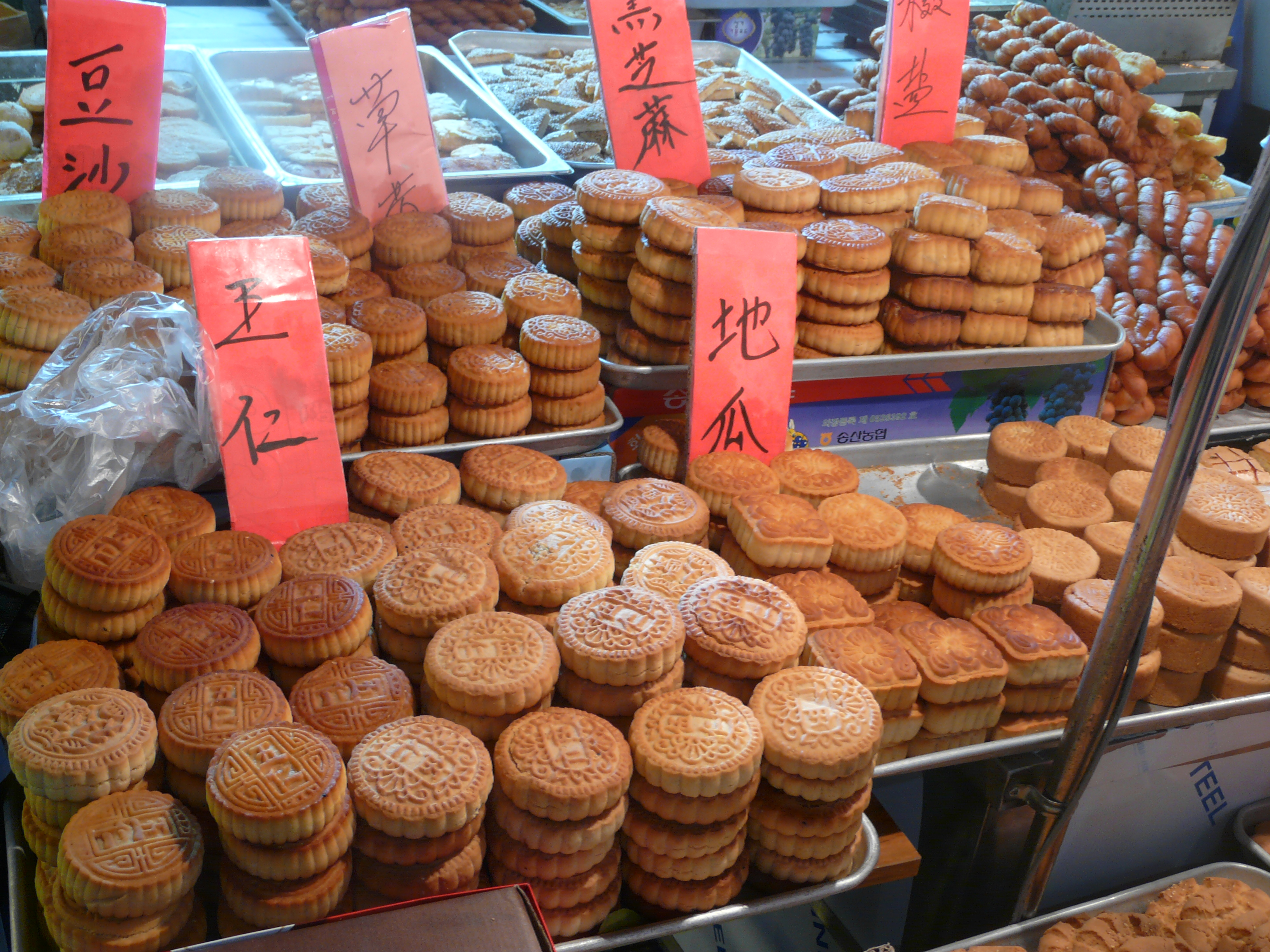
печиво
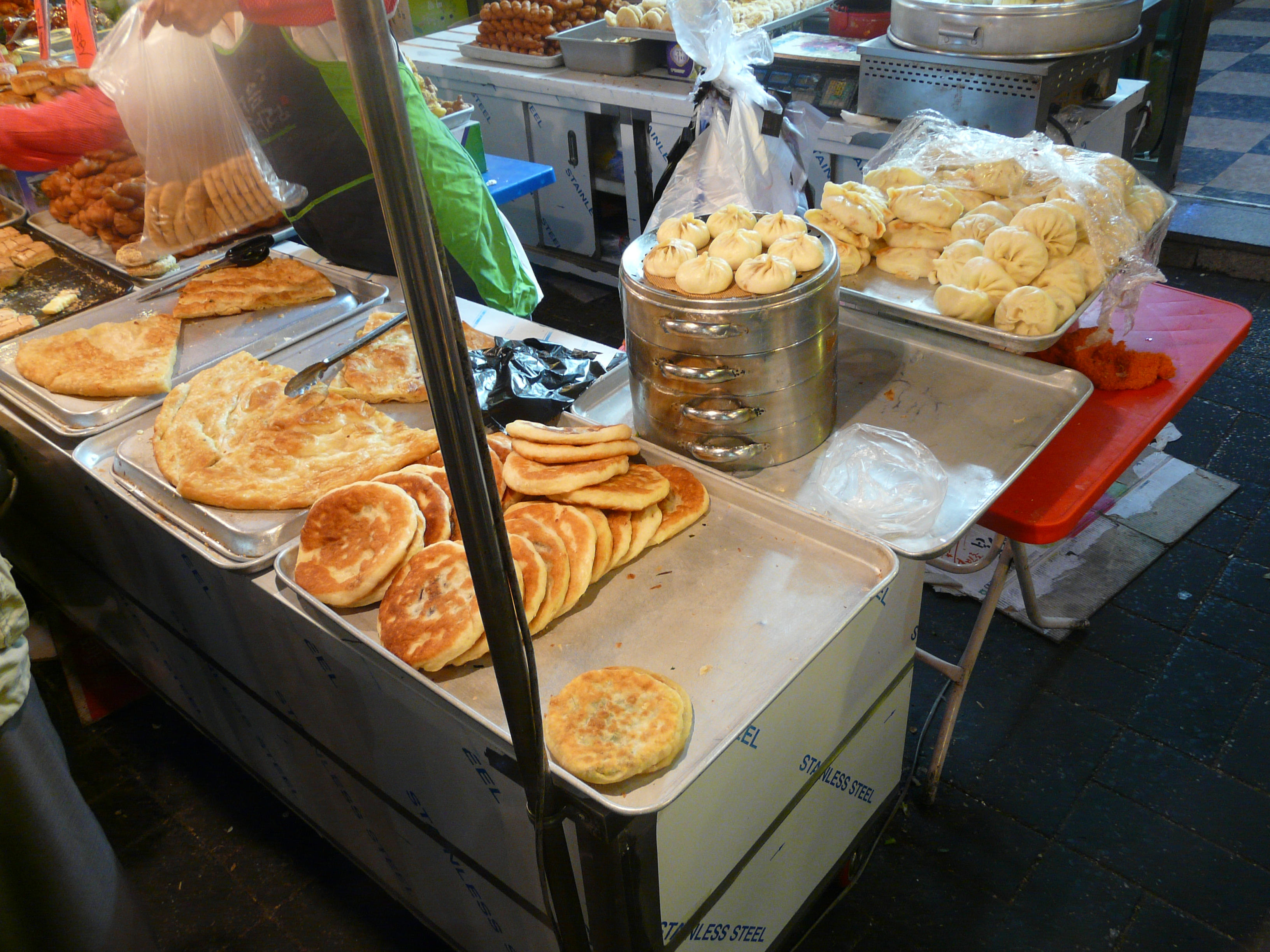
корейська кухня
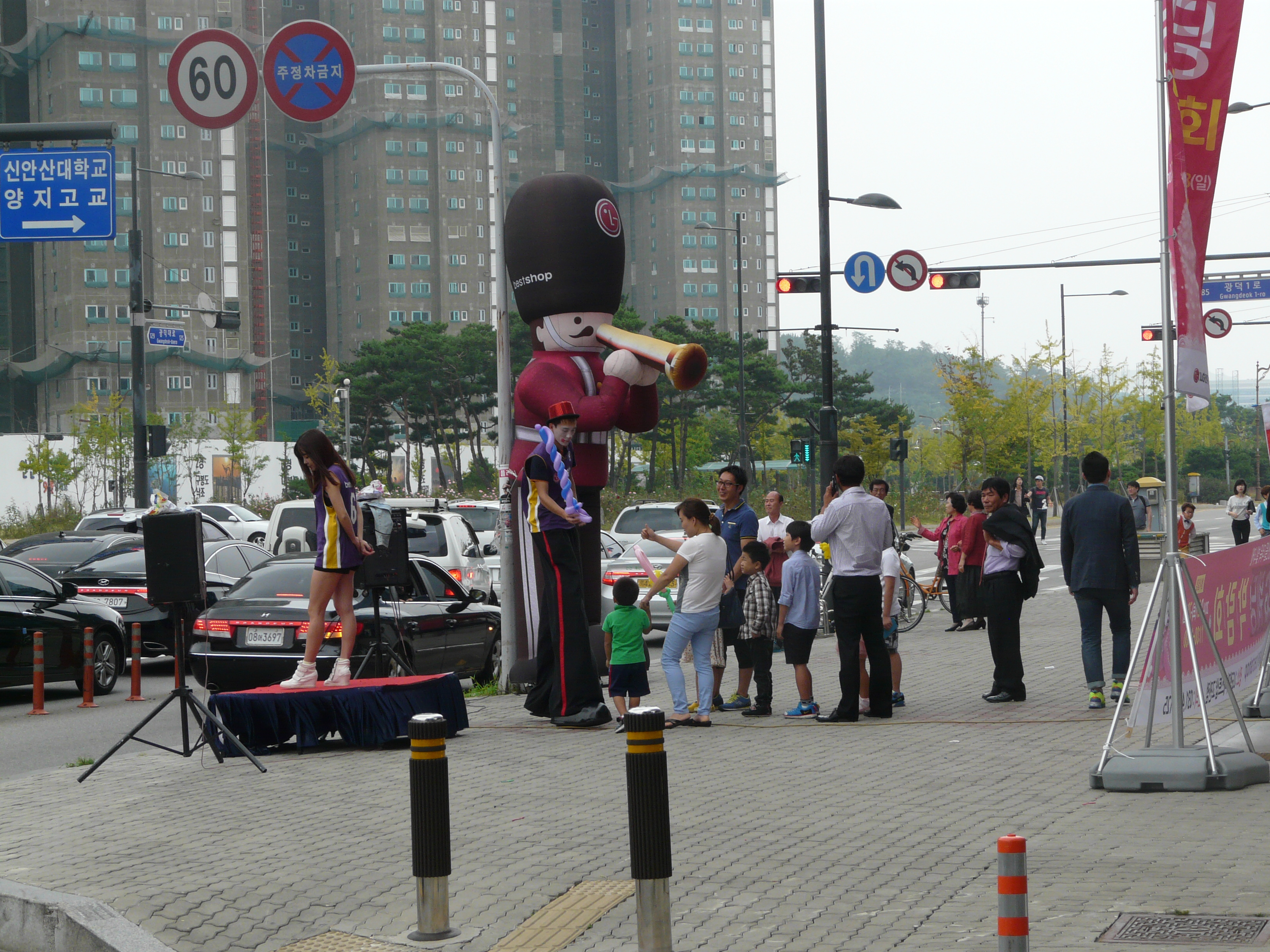
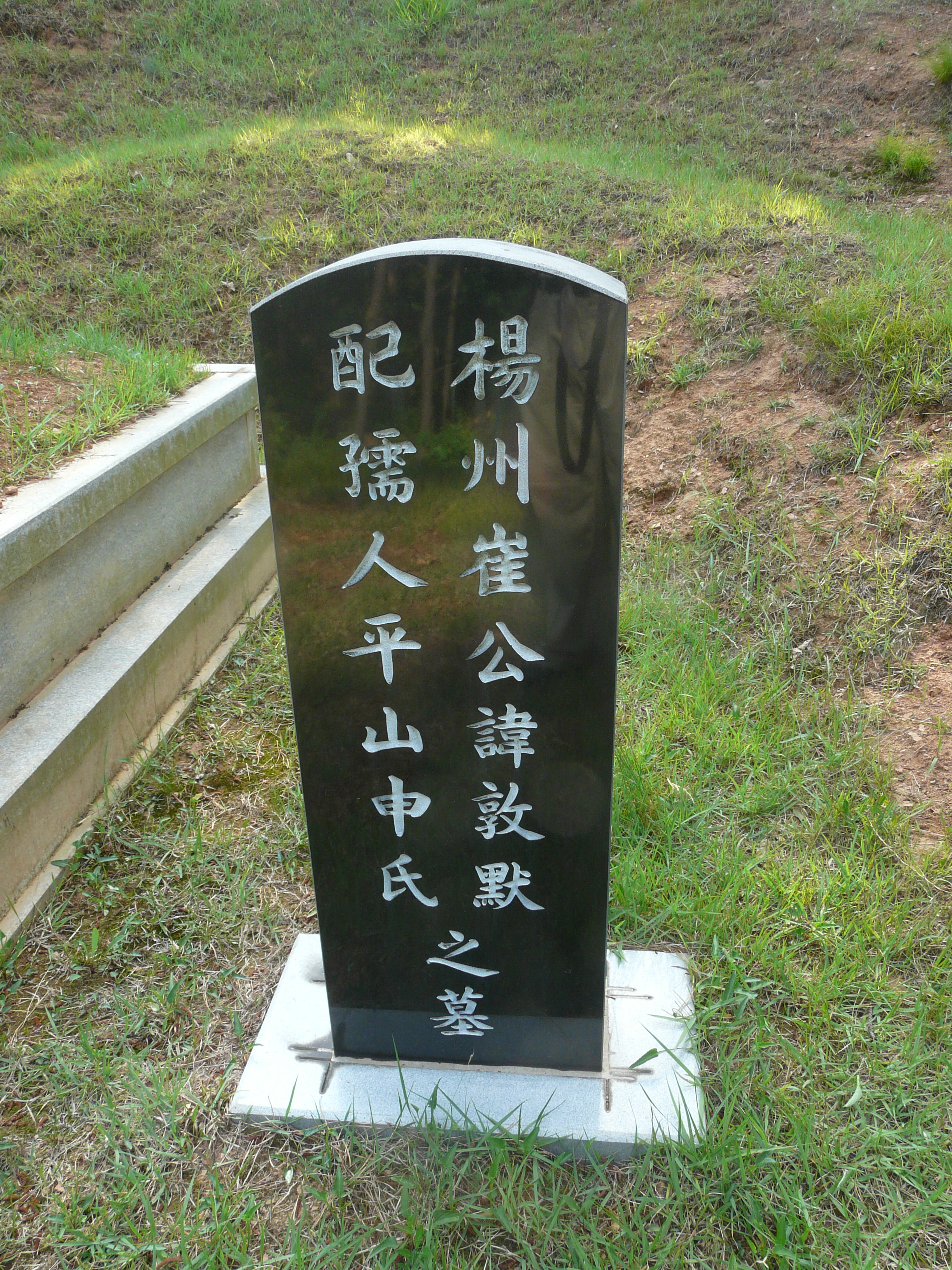
традиційна могила
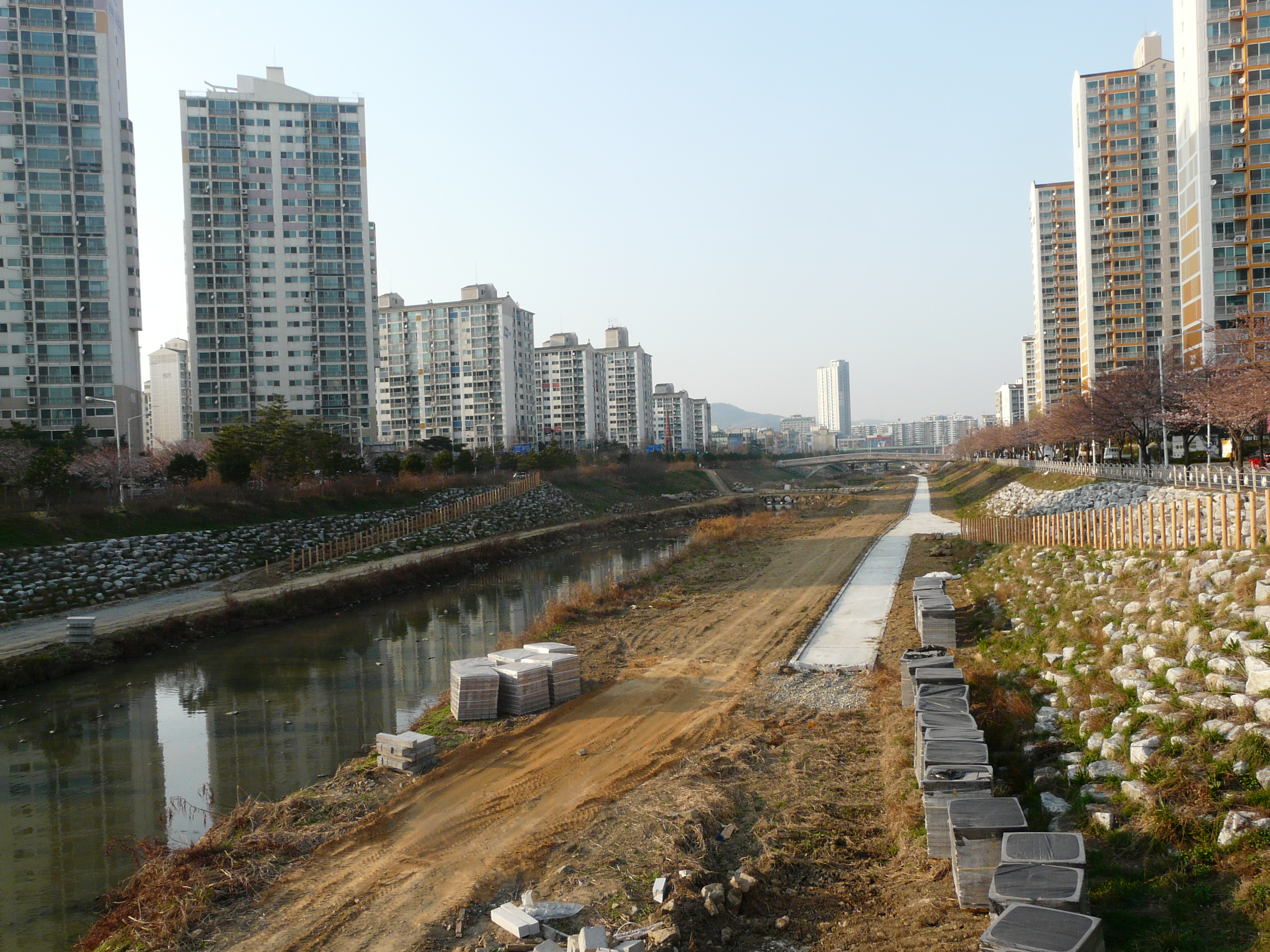
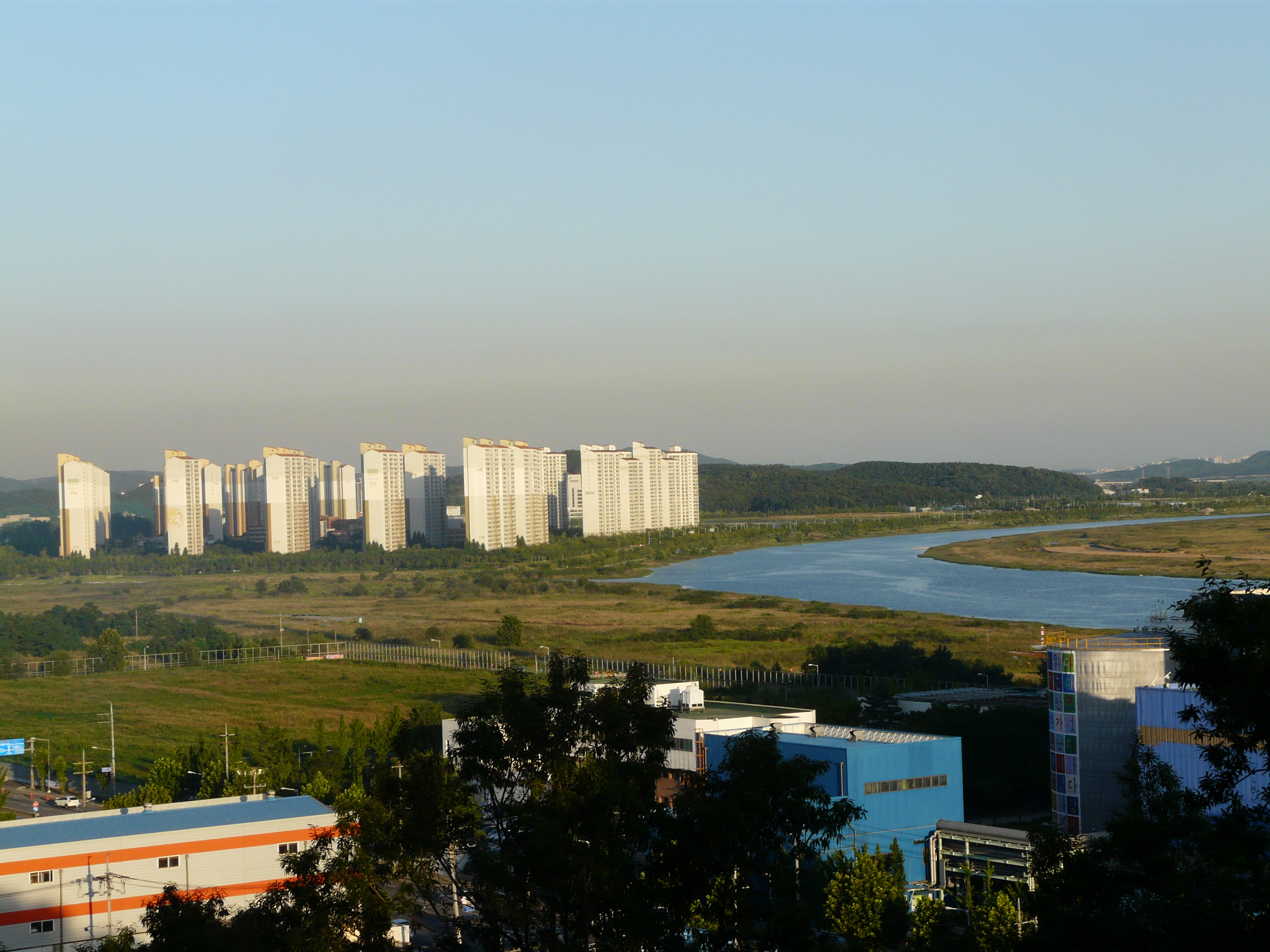
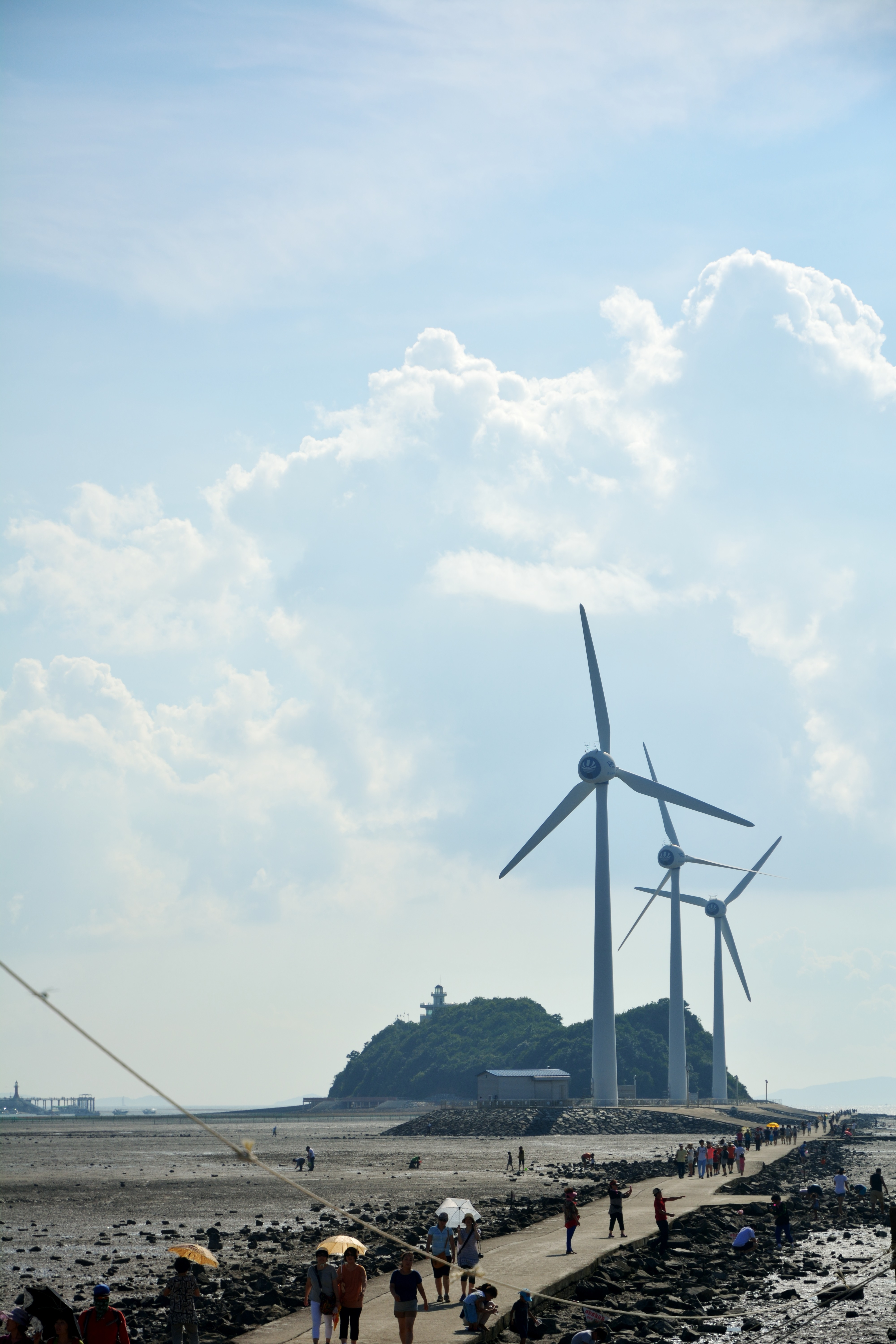
Вітроелектростанція
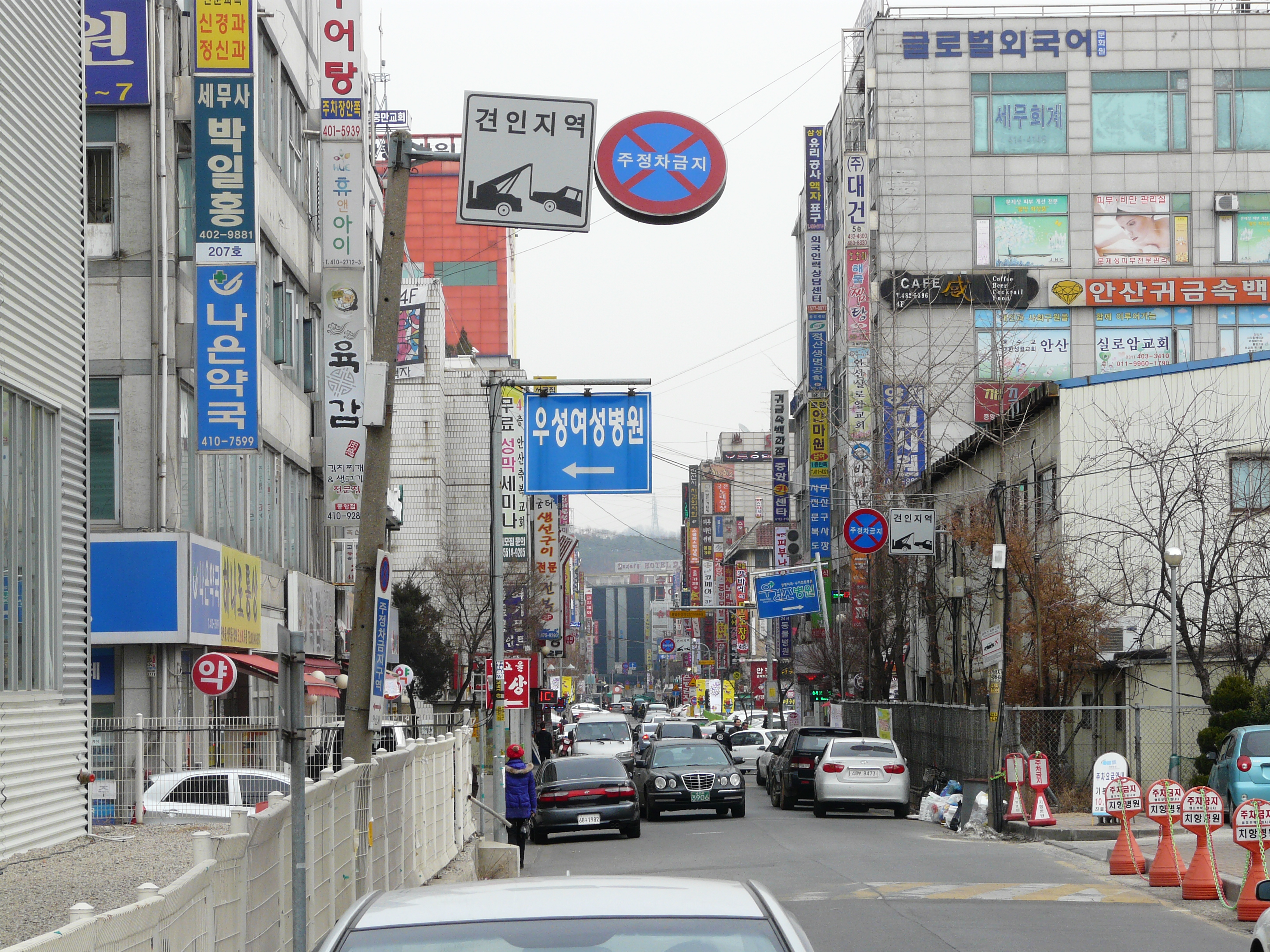
одна з вулиць
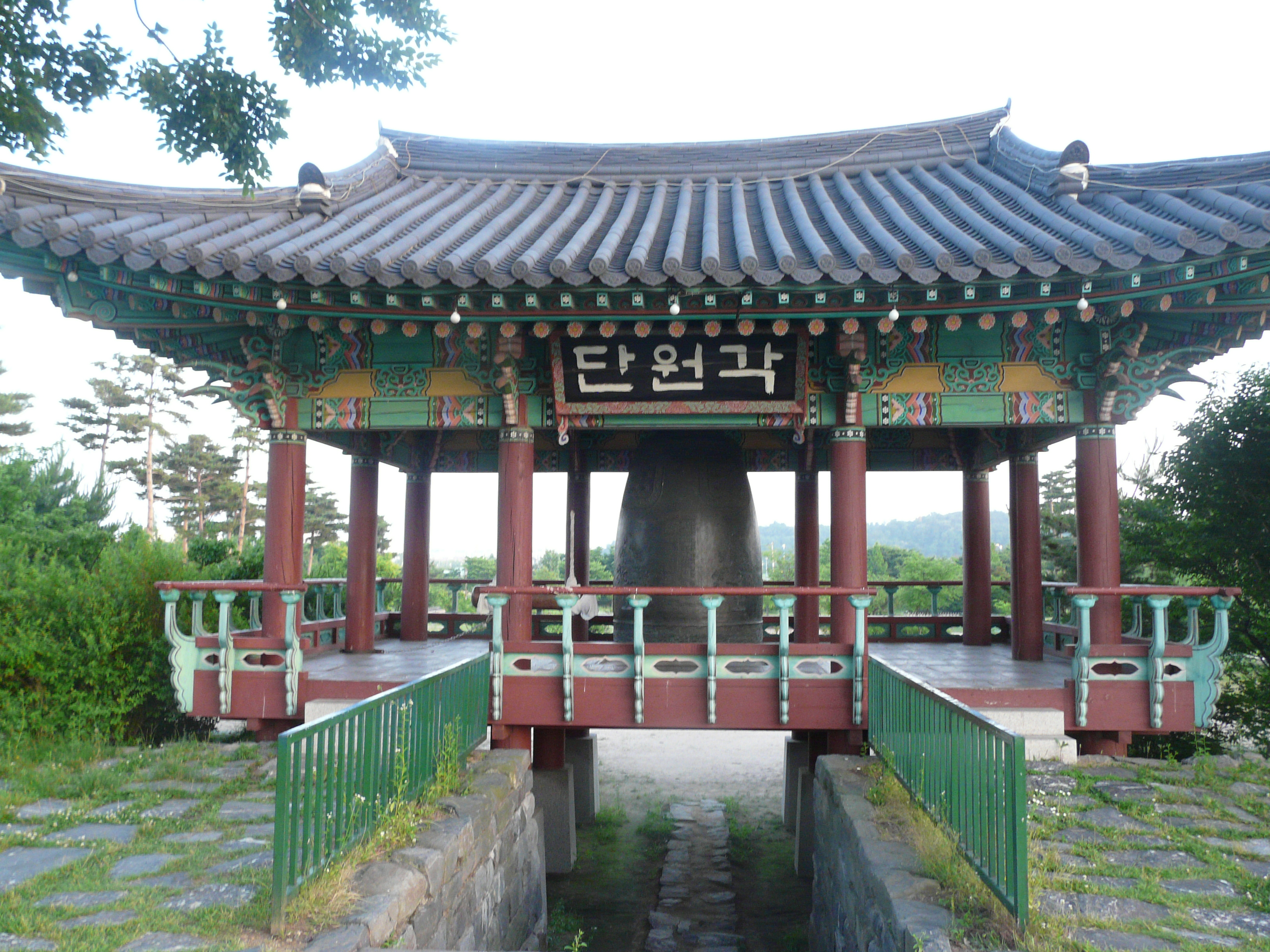
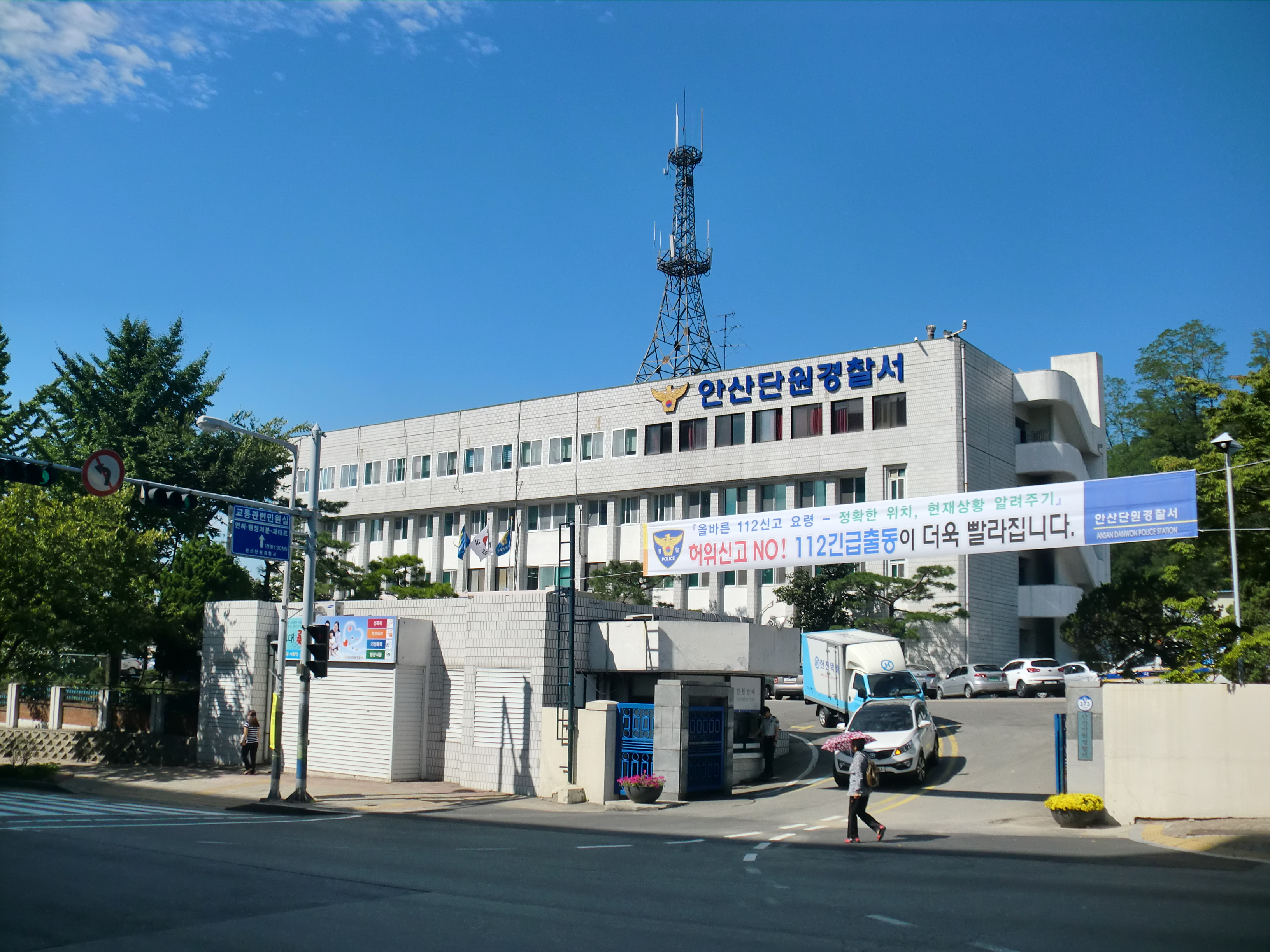
поліцейський відділок
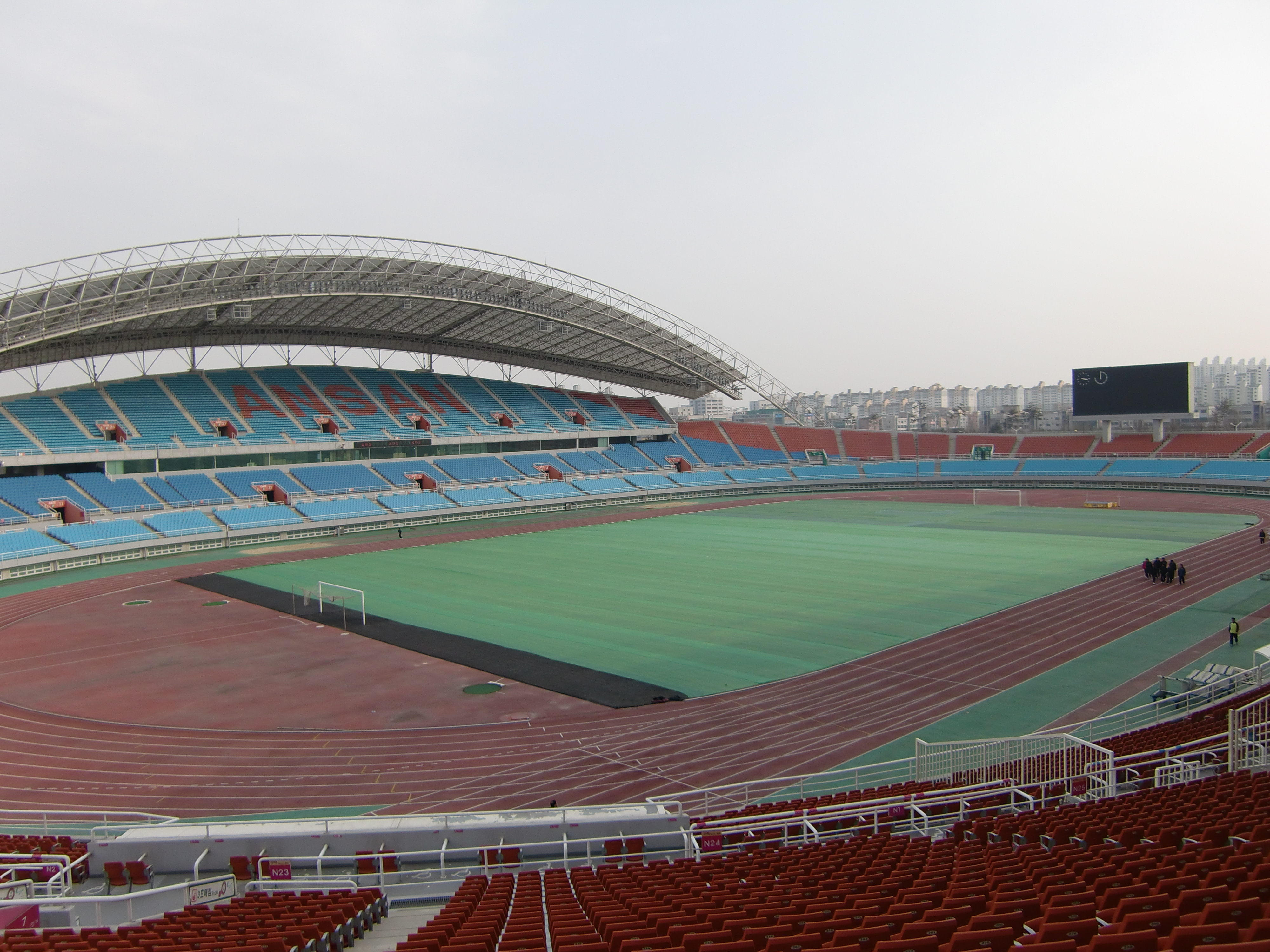
стадіон

## Уродженці
- Кан Силь Гі (* 1994) — південнокорейська співачка та акторка.